# Fryderyk Chopin
Fryderyk Franciszek Chopin (fr. Frédéric Chopin), forma spolszczona: Szopen (ur. 22 lutego lub 1 marca 1810↓ w Żelazowej Woli, zm. 17 października 1849 w Paryżu) – polski kompozytor i pianista. Od października 1831 roku mieszkał we Francji.
Jest uważany za jednego z najwybitniejszych kompozytorów romantycznych, a także za jednego z najważniejszych polskich kompozytorów w historii. Był jednym z najsłynniejszych pianistów swoich czasów, często nazywany poetą fortepianu. Elementami charakterystycznymi dla utworów Chopina są pogłębiona ekspresja oraz czerpanie z wzorców stylistycznych polskiej muzyki ludowej.
Z okazji 150-lecia urodzin Fryderyka Chopina uchwałą Rady Państwa z 8 maja 1958, rok 1960 został ogłoszony Rokiem Chopinowskim. Z okazji jubileuszu 200-lecia urodzin Chopina zarówno uchwałą Sejmu RP z 9 maja 2008, jak i uchwałą Senatu RP z 7 października 2009, rok 2010 został ustanowiony Rokiem Fryderyka Chopina.

## Życiorys

### Dzieciństwo

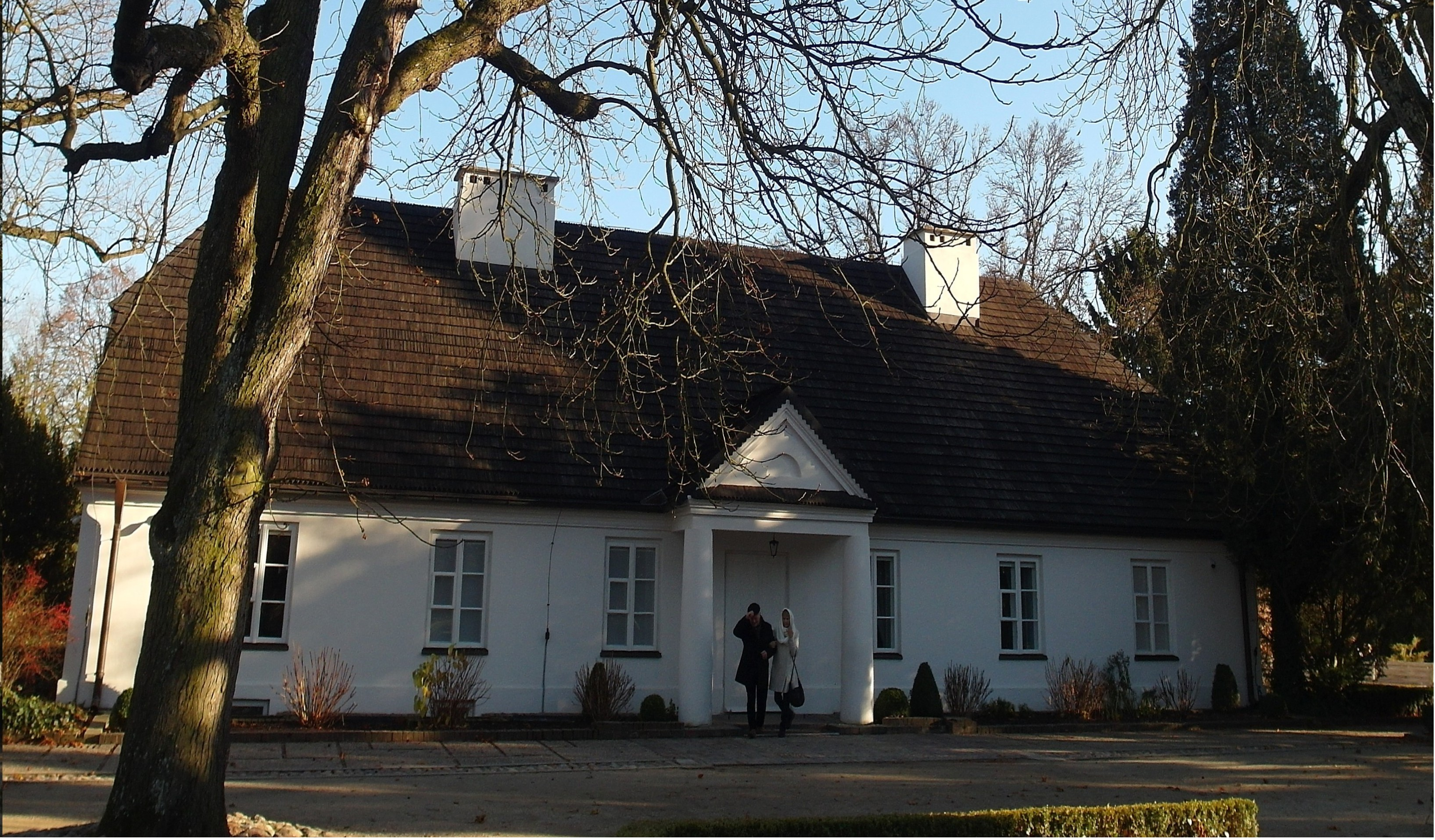
Oficyna niezachowanego dworu Skarbków w Żelazowej Woli, miejsce urodzin Fryderyka Chopina

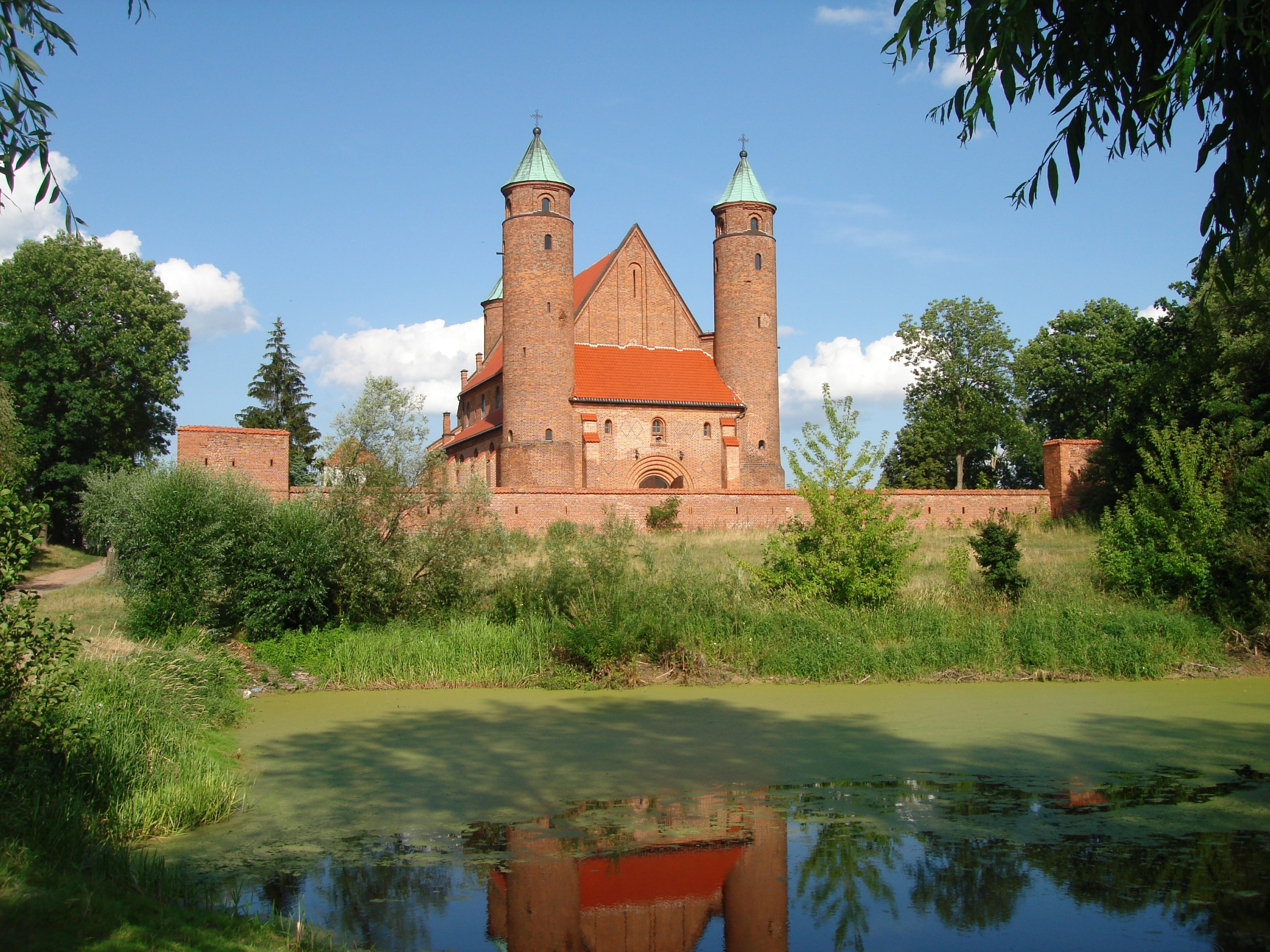
Kościół w Brochowie, miejsce chrztu Fryderyka Chopina

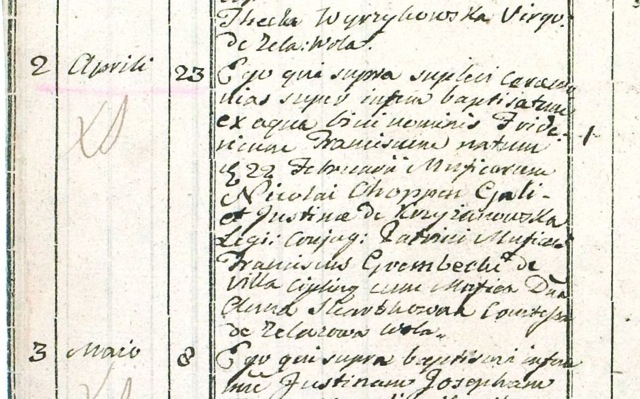
Fridericus Franciscus Choppen

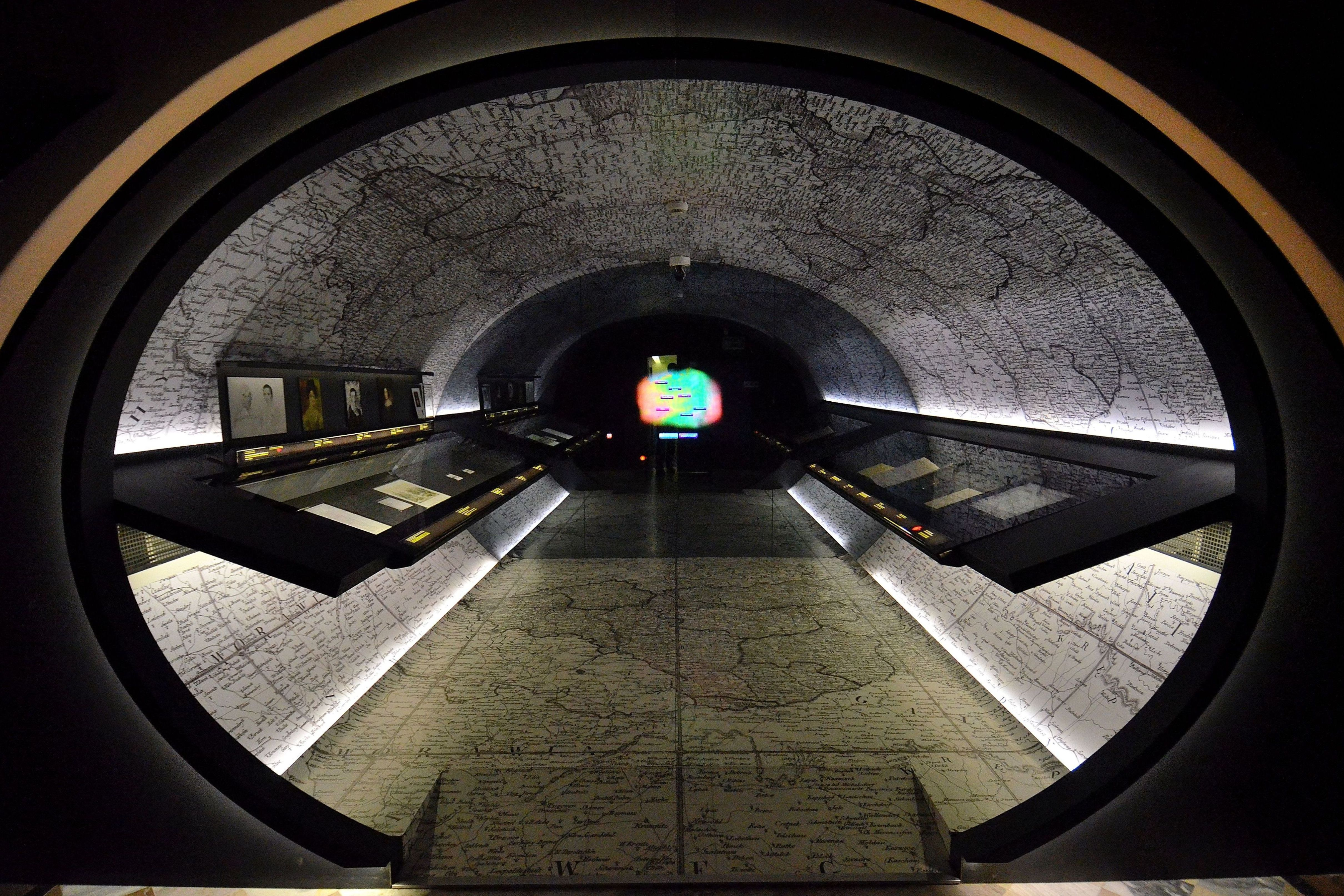
Sala Żelazowa Wola i młodzieńcze peregrynacje w muzeum kompozytora w Warszawie

Według legendy Chopin urodził się w czasie, gdy w pobliżu jego ojciec Mikołaj grał na skrzypcach w jednej z dworskich oficyn Kaspra Skarbka, w której mieszkała rodzina Mikołaja i Tekli Justyny z Krzyżanowskich. Na chrzcie nadano mu imiona Fryderyk Franciszek (na cześć ojca chrzestnego i zapewne dziadka – François). W księdze metrykalnej z kościoła w Brochowie jako chrzestni widnieją Franciszek Grembecki ze wsi Ciepliny wraz z panną Anną Skarbkówną, hrabianką z Żelazowej Woli. Sami Chopinowie jako chrzestnych zwyczajowo traktowali młodego hrabiego Fryderyka Floriana Skarbka oraz jego rok młodszą siostrę Annę Emilię.
Jesienią 1810 Mikołaj i Justyna wraz z dziećmi przenieśli się do Warszawy. W październiku zamieszkali w nieistniejącej obecnie kamienicy należącej do Jana Böhma przy Krakowskim Przedmieściu nr hipoteczny 411 (obecnie w tym miejscu znajduje się kamienica Józefa Grodzickiego pod nr 7). Tam w lipcu 1811 przyszła na świat ich druga córka, Izabella. Wkrótce potem Chopinowie przeprowadzili się do służbowego mieszkania w pałacu Saskim, w którym mieściło się Liceum Warszawskie, gdzie Mikołaj miał uczyć języka francuskiego.
Przeprowadzka do Warszawy wynikała prawdopodobnie z pogarszającej się sytuacji finansowej Skarbków. Kasper Skarbek prowadził hulaszczy tryb życia i popadał w długi, a po rozwodzie z Ludwiką (1807) uciekł z Księstwa Warszawskiego do Wielkiego Księstwa Poznańskiego. Również dorastające dzieci Skarbków nie wymagały już opieki guwernera. Mikołaj prawdopodobnie myślał o przeprowadzce do dawnej polskiej stolicy jeszcze przed urodzeniem się syna. Po wyjeździe na stałe do Warszawy Chopinowie utrzymywali bliskie kontakty z rodziną Skarbków – Fryderyk jeździł tam na wakacje, a młody Fryderyk Florian Skarbek wydał pierwsze polonezy Chopina.
Na przełomie czwartego i piątego roku życia Chopin rozpoczął naukę gry na fortepianie, początkowo u swej matki. W 1816 zaczął brać lekcje u  Wojciecha Żywnego. Szybko się uczył. 27 listopada 1831 Mikołaj pisał do Fryderyka:

Technika gry zabrała Ci bardzo niewiele czasu […]. Twoje palce mniej się natrudziły niż umysł […] inni trawili całe dni, przebierając palcami po klawiaturze, Ty […] rzadko spędzałeś przy niej godzinę.

Żywny sam nie był wybitnym muzykiem, a zdolnego i pojętnego ucznia uczył techniki palcowania i tradycyjnego ułożenia ręki. Podczas lekcji koncentrował się głównie na zaznajamianiu ucznia z dziełami muzyki barokowej i klasycznej oraz objaśnianiu budowy utworów fortepianowych Johanna Sebastiana Bacha, Josepha Haydna, Wolfganga Amadeusza Mozarta oraz (w mniejszym stopniu) Johanna Nepomuka Hummla. Pozostałością po tej niekonwencjonalnej edukacji było zamiłowanie Fryderyka do dawnych kompozytorów. Następnym nauczycielem Fryderyka był, pochodzący – tak samo jak Żywny – z Czech, Wacław Wilhelm Würfel.
Przed ukończeniem siódmego roku życia był już autorem kilku drobnych kompozycji (były to polonezy – owa forma muzyczna była w polskiej muzyce fortepianowej tą, która wraz z wychowaniem muzycznym Żywnego oraz modną w owym czasie operą w stylu włoskim składała się na atmosferę muzyczną, w jakiej dorastał Fryderyk), które pomagali zapisywać mu Żywny oraz ojciec.

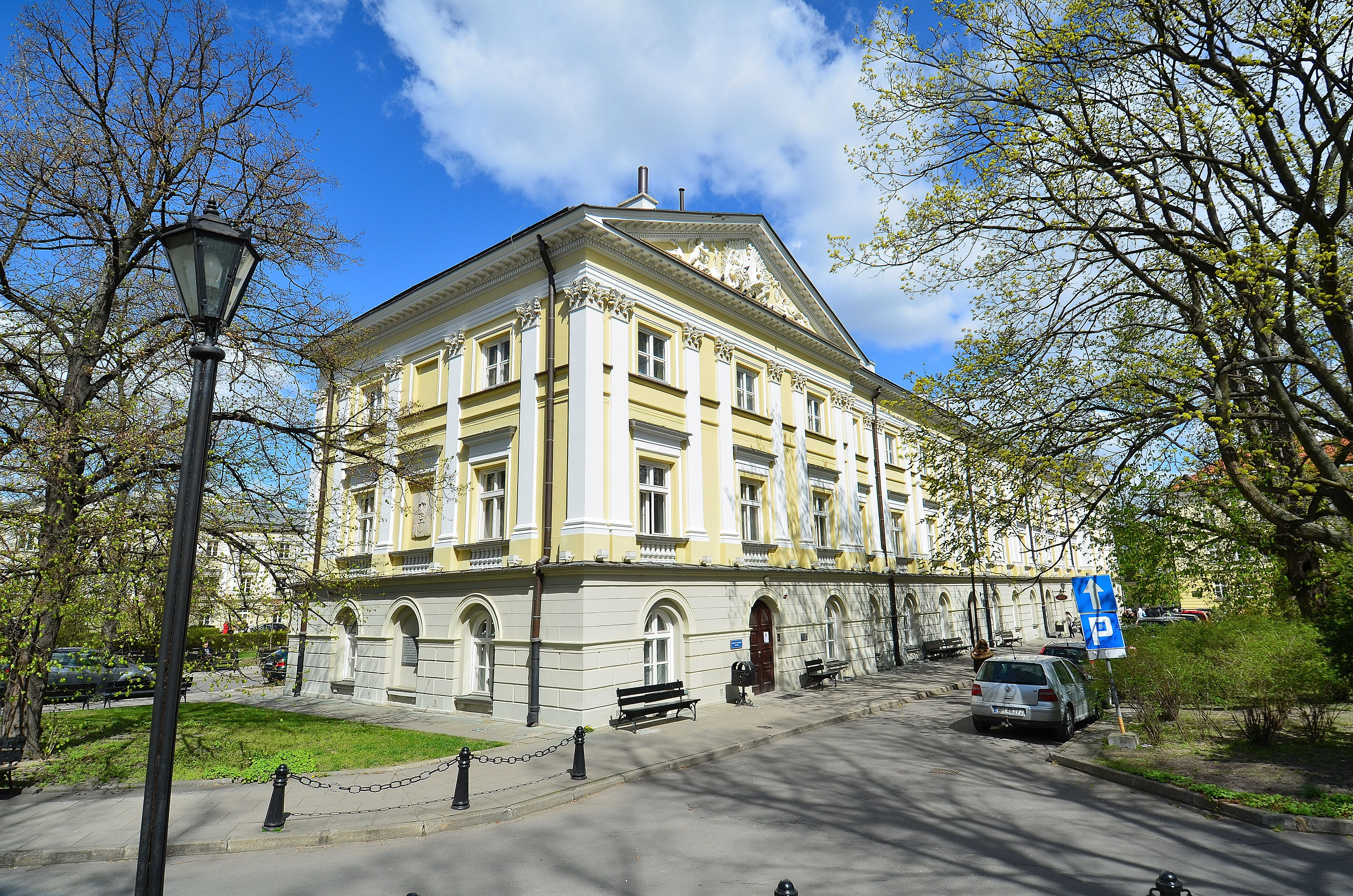
Oficyna (tzw. gmach Porektorski) pałacu Kazimierzowskiego, miejsce zamieszkania rodziny Chopinów w latach 1817–1827

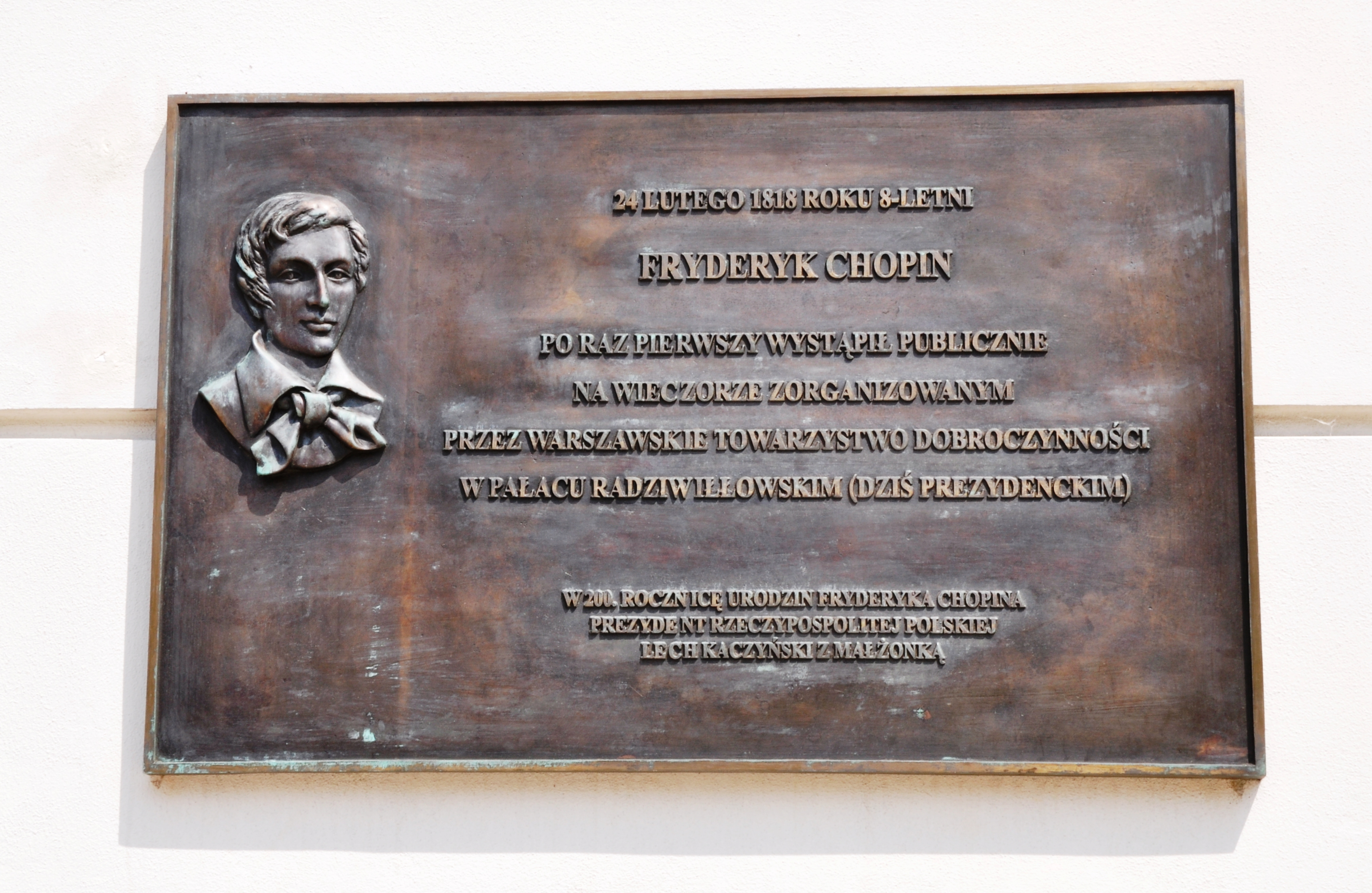
Tablica upamiętniająca pierwszy publiczny koncert Chopina (1818) na fasadzie Pałacu Prezydenckiego w Warszawie

W tym okresie liceum przeniesiono z dotychczasowej siedziby w Pałacu Saskim do pałacu Kazimierzowskiego przy Krakowskim Przedmieściu, a Chopinowie zamieszkali w 1817 w prawej oficynie pałacu (tzw. gmachu porektorskim), w jego środkowej części na drugim piętrze, za sąsiadów mając m.in. Lindego, Brodzińskiego i Kolberga z synami.
Hrabia Skarbek w okresie swojego pobytu w Polsce stał się jednym z najaktywniejszych protektorów Chopina, ale to za przyczyną Żywnego, który spisał – według wskazówek Fryderyka – kilka arkuszy z kompozycjami wariacji i tańców, po czym pokazywał je w innych domach, Chopin stał się znany w Warszawie. Fryderyk wystąpił w pałacu Brühla przed księciem Konstantym i zaprezentował mu nieznany marsz, który książę kazał sobie zagrać po raz drugi.

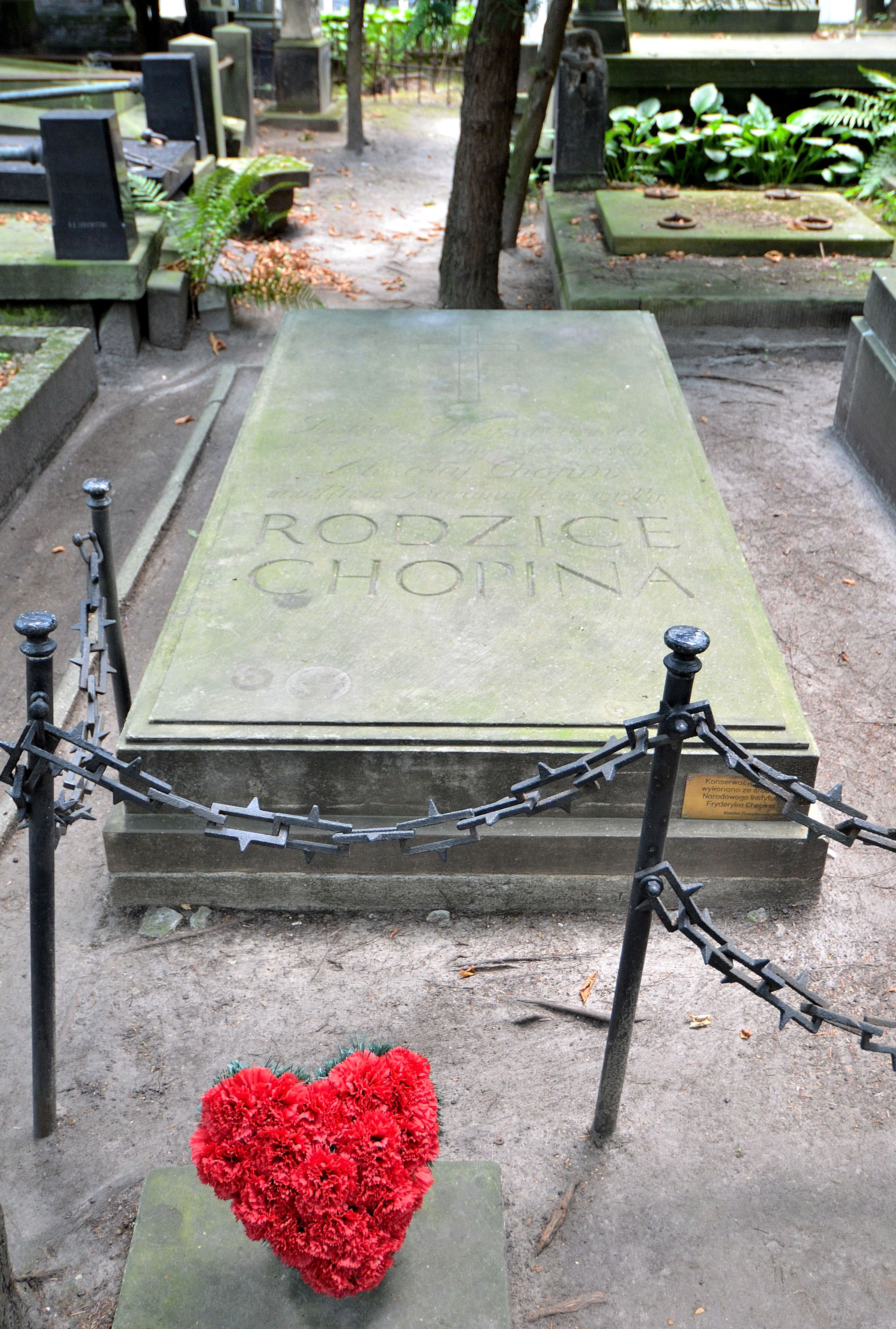
Grób rodziców Fryderyka Chopina na Cmentarzu Powązkowskim w Warszawie

W 1817 w parafialnym zakładzie typograficznym kościoła Nawiedzenia Najświętszej Marii Panny na Nowym Mieście w Warszawie ukazał się pierwszy wydany drukiem utwór Chopina – polonez w tonacji g-moll wydany pod tytułem Polonoise pour le Piano-Forte Dédiée à Son Excellence Mademoiselle la Comtesse Victoire Skarbek faite par Frédéric Chopin Musicien âgé de huit ans. Z tego samego roku pochodzą wydany pośmiertnie polonez B-dur oraz Marsz wojskowy, którego pierwodruk zaginął. O dedykacji pierwszego wydanego utworu Fryderyka siostrze młodego hrabiego Skarbka może świadczyć to, iż sam Skarbek prawdopodobnie pokrył koszty druku kompozycji (niewiele wcześniej powrócił on ze studiów za granicą oraz objął stanowisko profesora ekonomii politycznej na Uniwersytecie Warszawskim). W styczniu 1822 w tomie X „Pamiętnika Warszawskiego” ukazała się pierwsza dłuższa wzmianka na temat Chopina, opisująca go m.in. jako „prawdziwego geniusza muzycznego”:

Nie tylko bowiem z łatwością największą i smakiem nadzwyczajnym wygrywa sztuki najtrudniejsze na fortepianie, ale nadto jest już kompozytorem kilku tańców i wariacji, nad którymi znawcy muzyki dziwić się nie przestają, a nade wszystko zważając na wiek dziecinny autora. Gdyby młodzieniec ten urodził się w Niemczech lub we Francji, ściągnąłby już zapewne uwagę na siebie wszystkich społeczeństw; niechże wzmianka niniejsza służy za wskazówkę, że i na naszej ziemi powstają geniusze, tylko że brak głośnych wiadomości ukrywa je przed publicznością.

Do 1818 Chopin znany był tylko w kręgach akademickich, w których obracała się jego rodzina. Pierwsza recenzja, która ukazała się drukiem, wzbudziła duże zainteresowanie jego osobą. Marsz wojskowy, który tak spodobał się księciu Konstantemu, ukazał się drukiem, choć bezimiennie. Marsz grywany był w czasie ulubionych przez księcia parad wojskowych i kompozycja wykonywana była przez orkiestry wojskowe.
24 lutego 1818 w pałacu Radziwiłłów odbył się pierwszy koncert publiczny Chopina, zorganizowany na rzecz Towarzystwa Dobroczynności przygotowany przez ordynatową Zamoyską. Julian Ursyn Niemcewicz fakt wykorzystania talentu 8-letniego dziecka dla potrzeb filantropii skomentował w komedii, gdzie wyśmiał pogoń za sensacją i gorliwość filantropek, które na fikcyjnym zebraniu licytują się w odejmowaniu lat „Szopenkowi”, a w końcu sztuki zapada uchwała, że cudowne dziecko na scenę wniesie niańka. Sam koncert zgromadził licznych słuchaczy. Chopin zagrał koncert fortepianowy wiedeńskiego kompozytora Adalberta Gyrowetza, przy czym wykazał się dużą wprawą techniczną. W pamiętniku Aleksandry Tarczewskiej, siostry Klementyny z Tańskich Hoffmanowej, widnieje wzmianka na temat jednego z pierwszych występów Chopina poza domem, który miał miejsce podczas wieczoru w salonie Olimpii Grabowskiej w pałacu Radziwiłłów:

Było dosyć osób […] W przeciągu wieczora grał na fortepianie młody Chopin, dziecię w ósmym roku życia, obiecujące jak twierdzą znawcy, zastąpić Mozarta.

### Pierwsze sukcesy

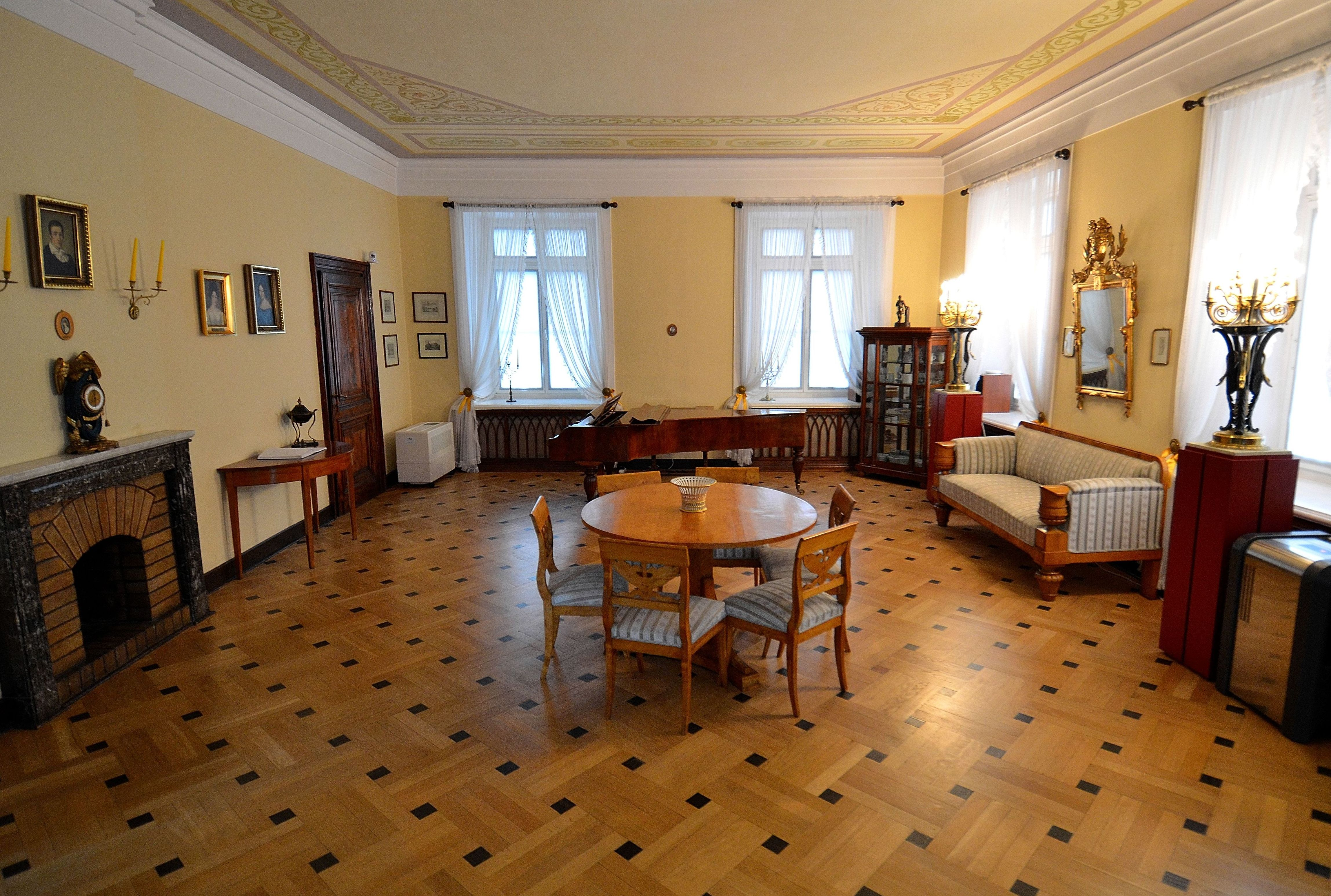
Nieistniejący Salonik Chopinów w lewej oficynie pałacu Czapskich, miejscu zamieszkania kompozytora w latach 1827–1830

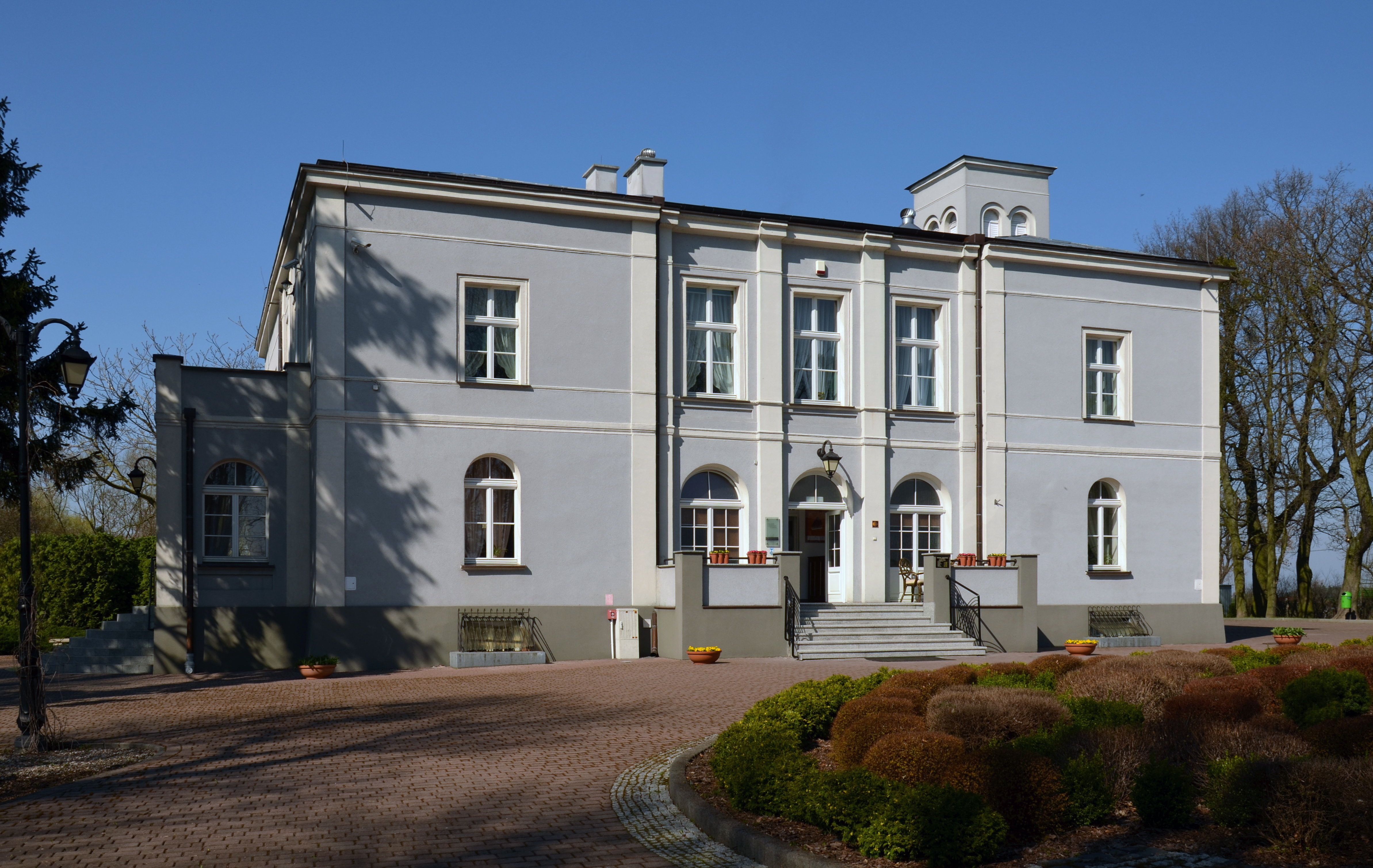
Dwór Dziewanowskich w Szafarni, obecnie Ośrodek Chopinowski

20 września 1818 odwiedziła Warszawę carowa Maria Fiodorowna, której Chopin ofiarował dwa swoje tańce polskie. Wójcicki wspomina, że gdy mały Chopin grywał u księcia Konstantego, namiestnika warszawskiego, podczas gry Marsza wojskowego wznosił oczy w górę, że książę go pytał: „Co tam patrzysz w górę, mały? Czytasz nuty na suficie?”.
W 1825 w kościele ewangelickim św. Trójcy odbył się koncert Chopina dla cara Aleksandra I, który przyjechał do Warszawy na obrady Sejmu. Chopin zagrał na niedawno wynalezionym instrumencie – eolomelodikonie. Zachwycony monarcha podarował młodemu muzykowi drogi pierścień z brylantem. Później w Paryżu Chopin otrzymał propozycję zostania nadwornym kompozytorem carskim, jednak odrzucił tę propozycję, a pierścień sprzedał. W Warszawie kilkakrotnie grał w Belwederze, będącym od 1822 siedzibą wielkiego księcia Konstantego.
W latach 1823–1826 Chopin uczył się w Liceum Warszawskim, gdzie pracował jego ojciec. W tych latach zwiedził znaczną część Polski. Z pobytów w Szafarni (lata 1824–1825) wysłał swoje słynne listy – „Kuriery Szafarskie” do rodziców, będące parodią „Kuriera Warszawskiego”, które rozsławiły sielankowe wakacje w majątku Juliusza Dziewanowskiego. Słynna jest również anegdota mówiąca, że został niegdyś w szkole przyłapany na rysowaniu nauczyciela w czasie lekcji. Obrazek tak zadziwił rysowanego, że ten go pochwalił. Maurycy Karasowski wspomina również anegdotę z tradycji rodzinnej, w której Chopin pomógł guwernerowi uspokoić hałaśliwych wychowanków. Zaimprowizował im opowieść, a potem uśpił wszystkich łącznie z guwernerem kołysanką. Gdy pokazał uroczy widok siostrom i matce, obudził wszystkich przeraźliwym akordem. Wraz z siostrą Emilią Fryderyk pisał także dla zabawy wiersze i komedie. Balzac wspominał, że Chopin miał zastraszająco prawdziwy dar naśladowania każdego, kogo tylko zechciał. Wielu biografów (np. Jeżewska, Iwaszkiewicz, Willemetz) przekonuje, że Chopin był geniuszem uniwersalnym, ponieważ posiadał również niezwykły talent literacki, czego dowodem są jego słynne listy, a także talent malarski i aktorski.
W latach 1826–1829 był studentem warszawskiej Szkoły Głównej Muzyki, będącej częścią Konserwatorium, która związana była z Uniwersytetem Warszawskim, gdzie podjął naukę harmonii i kontrapunktu u Józefa Elsnera. Został zwolniony z przedmiotu instrumentu, ponieważ zauważono nieprzeciętny sposób i charakter gry Chopina. Ten okres w jego twórczości charakteryzuje fascynacja muzyką ludową. Powstały wówczas Sonata c-moll op. 4, Wariacje B-dur na temat Là ci darem la mano z Don Juana W.A. Mozarta op. 2 na fortepian i orkiestrę, Trio g-moll op. 8 i pierwsze Mazurki (op. 6, 7) oraz oparte na motywach ludowych Rondo c-moll op. 1 i Rondo à la Krakowiak F-dur op. 14. W raporcie po trzecim roku nauki Józef Elsner zapisał: „Trzecioletni Szopen Fryderyk – szczególna zdatność, geniusz muzyczny”.
W 1826 odbywał swoją pierwszą zagraniczną podróż do Berlina, a także spędził wakacje w Bad Reinerz. W latach 1827 i 1829 spędzał wakacje na dworze księcia Antoniego Radziwiłła w Antoninie i bywał u przyjaciół mieszkających w odległych miejscach kraju.

### Rozpoczęcie niezależnej kariery kompozytorskiej

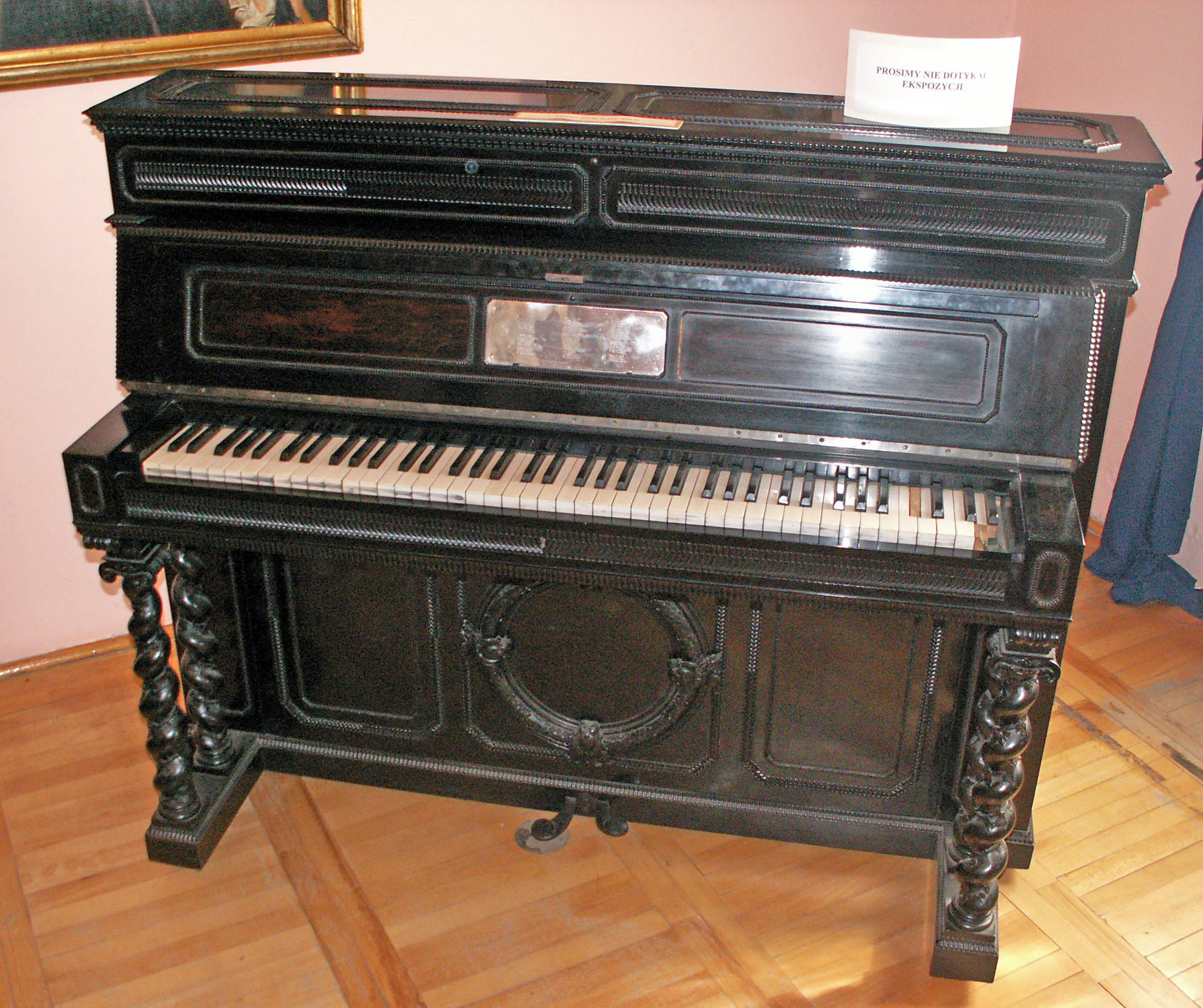
Pianino marki Érard, na którym grał Fryderyk Chopin, znajdujące się w Dworku Krasińskich w Złotym Potoku

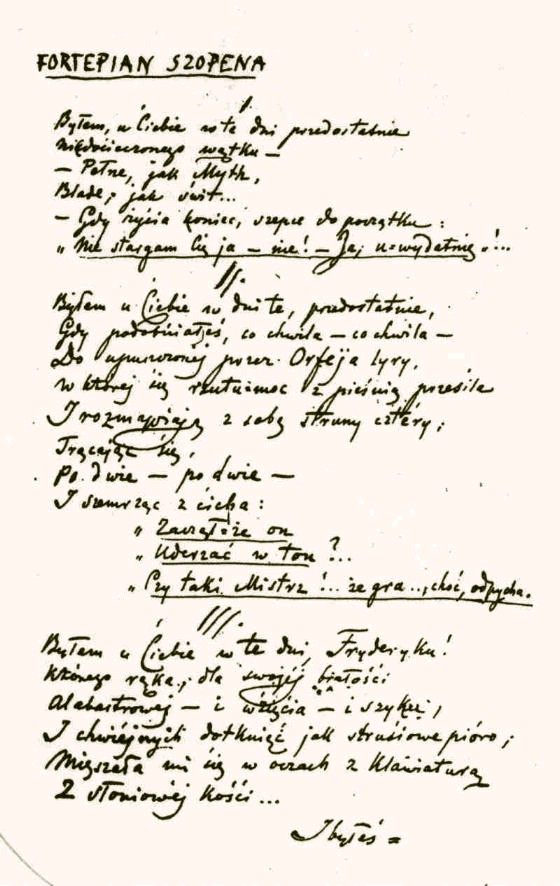
Rękopis Fortepianu Szopena, Cyprian Kamil Norwid, 1863/64

Lata 1829–1831 były dla Chopina okresem pierwszej miłości (do śpiewaczki Konstancji Gładkowskiej) i pierwszych ogromnych sukcesów kompozytorskich. W liście do swojego przyjaciela, Tytusa Woyciechowskiego, Chopin nazywał Konstancję „ideałem”. Powstały wówczas Koncerty fortepianowe f-moll op. 21 i e-moll op. 11.
W lipcu 1829, niezwłocznie po ukończeniu studiów, Chopin wraz z przyjaciółmi wyjechał na wycieczkę do Wiednia. Dzięki Würflowi wszedł w środowisko muzyków. W Theater am Kärntnertor wystąpił dwukrotnie; grał Wariacje B-dur za pierwszym, a oprócz Wariacji także Rondo à la Krakowiak za drugim razem. Odniosły one fenomenalny sukces wśród publiczności. Nawet krytyka mimo zastrzeżeń dotyczących jego gry (zbyt mała siła dźwięku) uznała kompozycje za nowatorskie. Dobre przyjęcie kompozycji na koncertach ułatwiło kontakt z wydawcami: w kwietniu 1830, po raz pierwszy za granicą, wydano drukiem w Austrii, w oficynie Tobiasa Haslingera grane tu już Wariacje op. 2.
W lipcu 1830 spędził tydzień w Poturzynie na ziemi chełmskiej u Tytusa Woyciechowskiego. Możliwe, że przywiózł do Poturzyna pierwodruk dedykowanych przyjacielowi Wariacji B-dur, napisanych na mozartowski temat z Don Giovanniego „Là ci darem la mano”. Dwukrotnie przyjechał też do pobliskiej Starej Wsi, gdzie grał na fortepianie firmy Pleyel.
2 listopada 1830 wyjechał z Warszawy do Kalisza, żegnany przy rogatkach Wolskich przez przyjaciół i kolegów z klasy kompozycji warszawskiego konserwatorium, którzy odśpiewali mu z akompaniamentem gitary kantatę Zrodzony w polskiej krainie ułożoną przez Ludwika Adama Dmuszewskiego do melodii Józefa Elsnera. Przed wyjazdem pożegnał się z Konstancją Gładkowską i wręczył jej pierścień przechowywany przez nią aż do śmierci. W Kaliszu, dokąd dotarł 3 listopada i gdzie dołączył do niego Tytus Woyciechowski, Chopin spędził ostatnie trzy dni w ojczyźnie.
5 listopada 1830 Chopin na zawsze opuścił Polskę: wyjechał z Kalisza i przez Wrocław udał się do Drezna. Pojechał do Monachium i w końcu udał się do Paryża. W czasie drogi Chopin napisał dziennik (zwany „Dziennikiem stuttgarckim”), przedstawiający stan jego ducha podczas pobytu w Stuttgarcie, gdzie ogarnęła go rozpacz z powodu upadku powstania listopadowego. Wedle tradycji, powstały wtedy pierwsze szkice do Etiudy „Rewolucyjnej”. Utwory tego okresu wypełnione są dramatyzmem, który z wolna zaczyna dominować w twórczości kompozytora.

### Lata dojrzałości
W Paryżu od 5 października 1831 Chopin zamieszkał początkowo w małym mieszkaniu przy Boulevard Poissonnière. 25 lutego 1832 w salonie Pleyel przy 9 rue Cadet dał pierwszy z dziewiętnastu publicznych koncertów w Paryżu (podczas 18 lat pobytu w tym mieście). Organizował go Friedrich Kalkbrenner, pianista. Chopin zagrał Koncert e-moll i Wariacje B-dur. Koncert oszołomił publiczność, w tym obecnego na nim Ferenca Liszta. Krytyk François Fétis zapowiadał, że Chopin odrodzi muzykę fortepianową. Następnego dnia wydawcy przysyłali Chopinowi propozycje kupna utworów. Chopin zaczął prowadzić żywot wirtuoza, komponując utwory, które szybko stawały się modne na salonach. Przyjaźnił się z wieloma wybitnymi muzykami (Liszt, Vincenzo Bellini, Hector Berlioz), był zapraszany na prywatne występy nie jako muzyk, ale jako gość, nawet na sam dwór. Szybko więc przeprowadził się do Chaussée d’Antin, modnej dzielnicy Paryża. Przyjaciele nazywali jego mieszkanie Olimpem ze względu na dającą się stamtąd słyszeć boską muzykę. Jednak z powodu trudnej sytuacji finansowej Chopin zaczął dawać coraz więcej lekcji gry na fortepianie. Oszałamiała ogromna liczba propozycji. Chopin uczył między innymi księżniczkę de Noailles, księżnę de Chimay i de Beauvau, baronową Rothschild, hrabinę Peruzzi i Potocką. Wśród uczniów także wielkie talenty – Karolina Hartmann, Karol Filtsch, a także wierny przyjaciel Chopina Adolf Gutmann. Chopin jako nauczyciel znany był z niezwykłych wymagań i nerwowości.
W latach 1835–1846 porzucił karierę wirtuoza na rzecz komponowania. Zaczął żyć życiem polskiej emigracji, utrzymując ścisłe kontakty z głównymi intelektualistami polskimi (Adam Mickiewicz, Julian Ursyn Niemcewicz, Cyprian Kamil Norwid). Józef Bem poprosił go o zaliczkę dla powstającego Towarzystwa Politechnicznego Polskiego w Paryżu, które kompozytor wsparł finansowo. Chopin gościł też u siebie najbliższego przyjaciela z lat dziecięcych, Jana Matuszyńskiego, który zamieszkując u Fryderyka studiował medycynę w Paryżu (zmarł na gruźlicę w 1842). U Chopina bywał też jego słynny przyjaciel, wielki pianista i kompozytor – Julian Fontana.

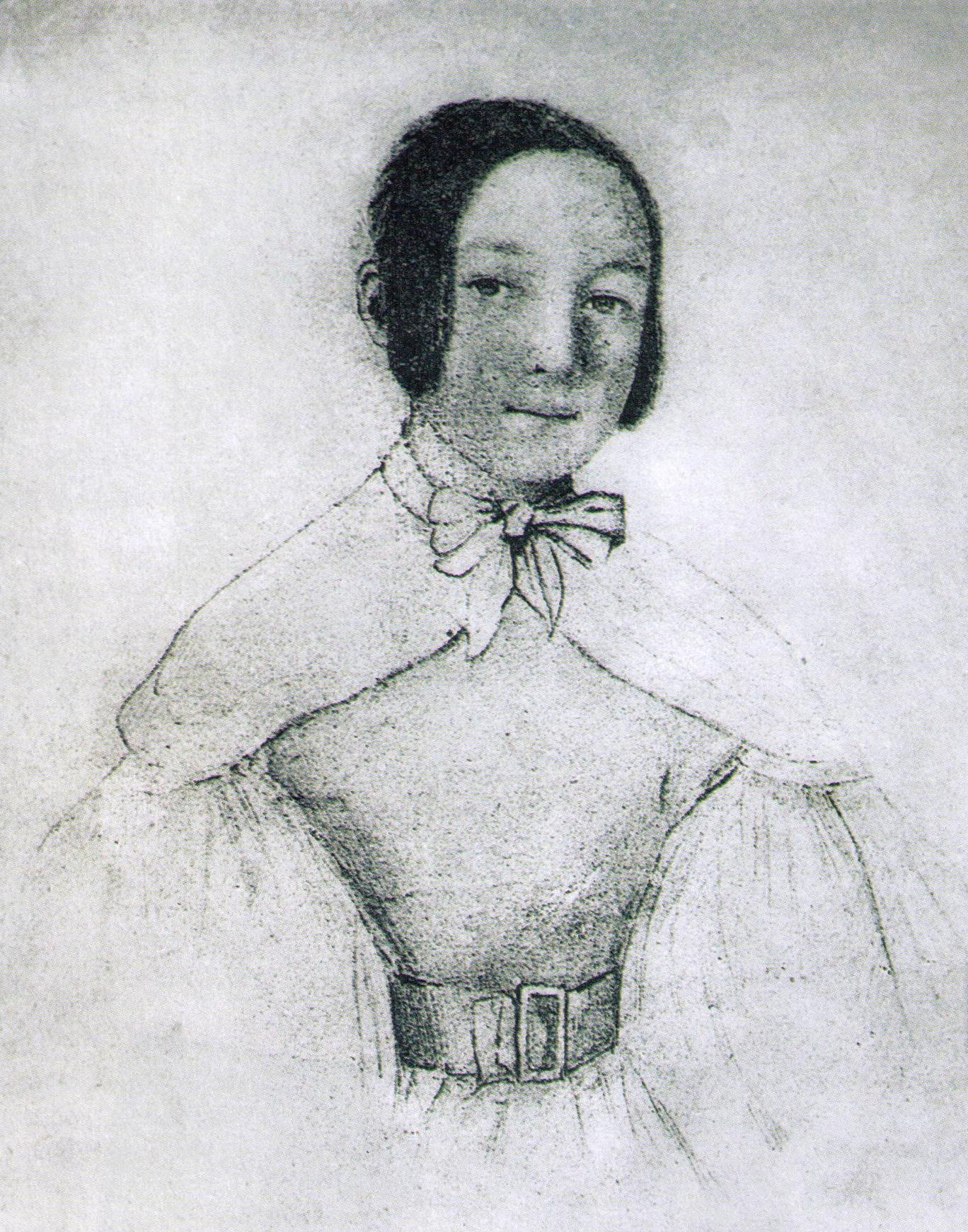
Autoportret Marii Wodzińskiej

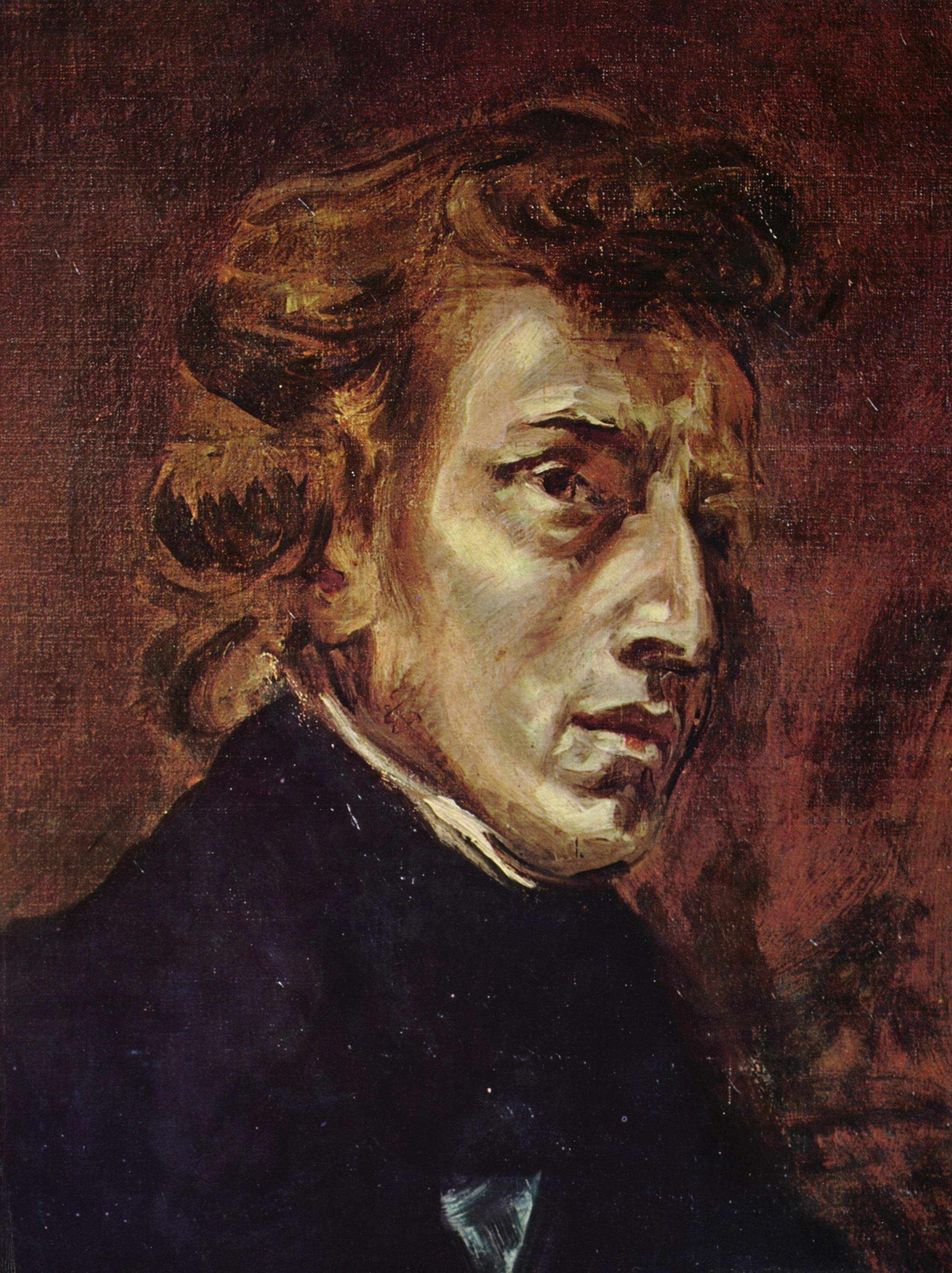
Portret Chopina Eugène’a Delacroix (1838)

W 1836 Chopin zaręczył się z Marią Wodzińską. Kompozytor był blisko z rodziną Wodzińskich. W dzieciństwie jego rodzice przyjaźnili się z rodzicami Marii i znał małą jeszcze Marię ze wspólnych niedzielnych obiadów, co wspomina także pozytywnie w jednym z listów do brata Marii, Feliksa. Chopin w młodości chodził do Liceum Warszawskiego i mieszkał razem z bratem Marii, Antonim Wodzińskim, który był na stancji u Mikołaja Chopina. Tak też nawiązała się przyjaźń Chopina z Antonim, która trwała przez długą część życia Chopina (spędzali dużo czasu w Paryżu, Chopin spędził z Wodzińskimi całe wakacje w Marienbadzie, utrzymywali kontakt listowny gdy Antoni walczył w Hiszpanii) i która miała wpływ na jego relację z Marią.
Znajomość z Marią Wodzińską odnowiła się w 1835, gdy Chopin przyjechał do Drezna odwiedzić Antoniego. W Dreźnie, zaraz po wakacjach spędzonych z Wodzińskimi w 1836 w Marienbadzie, doszło do zaręczyn. Gdy Chopin żegnał się z Marią wykonał w domu Wodzińskich skomponowanego dla Marii Walca As-dur op.69 nr 1 (nazywanego Walcem Les adieux, Pożegnalnym), którego nuty z dedykacją jej wręczył. Po rozstaniu para została "korespondencyjnymi narzeczonymi" przez ponad rok. W tym czasie Chopin podarował także Marii pierwsze wydanie 4 Mazurków op. 24 z dedykacją dla Marii, które znajduje się obecnie w Muzeum Fryderyka Chopina w Warszawie, oraz przesłał jej pieśń Życzenie, którą skomponował do słów Stefana Witwickiego.
Zaręczyny, nazwane później Szarą godziną, miały być próbą, podczas której Fryderyk miał zadbać o swój zły stan zdrowia. Miały też być zachowane w tajemnicy, co się jednak nie udało i czego świadectwem jest list Juliusza Słowackiego do matki wysłany z Florencji 2 kwietnia 1838, w którym z rozżaleniem poinformował on ją o tym słowami "Mówią, że się Szopen z Marią Wodzińską, a niegdyś moją Marią ożenił (...) Ale w tym przypadku niech Marysia na mnie nie liczy". Ostatecznie jednak rodzina sprzeciwiła się związkowi, uważając, że Chopin jest zbyt chorowitym kandydatem na męża i zaręczyny zostały zerwane.
W 1836 zaczął poważnie chorować na gruźlicę, jednak w późniejszych latach spekulowano, że cierpiał na chorobę genetyczną o zewnętrznych objawach bardzo podobnych do gruźlicy – mukowiscydozę.

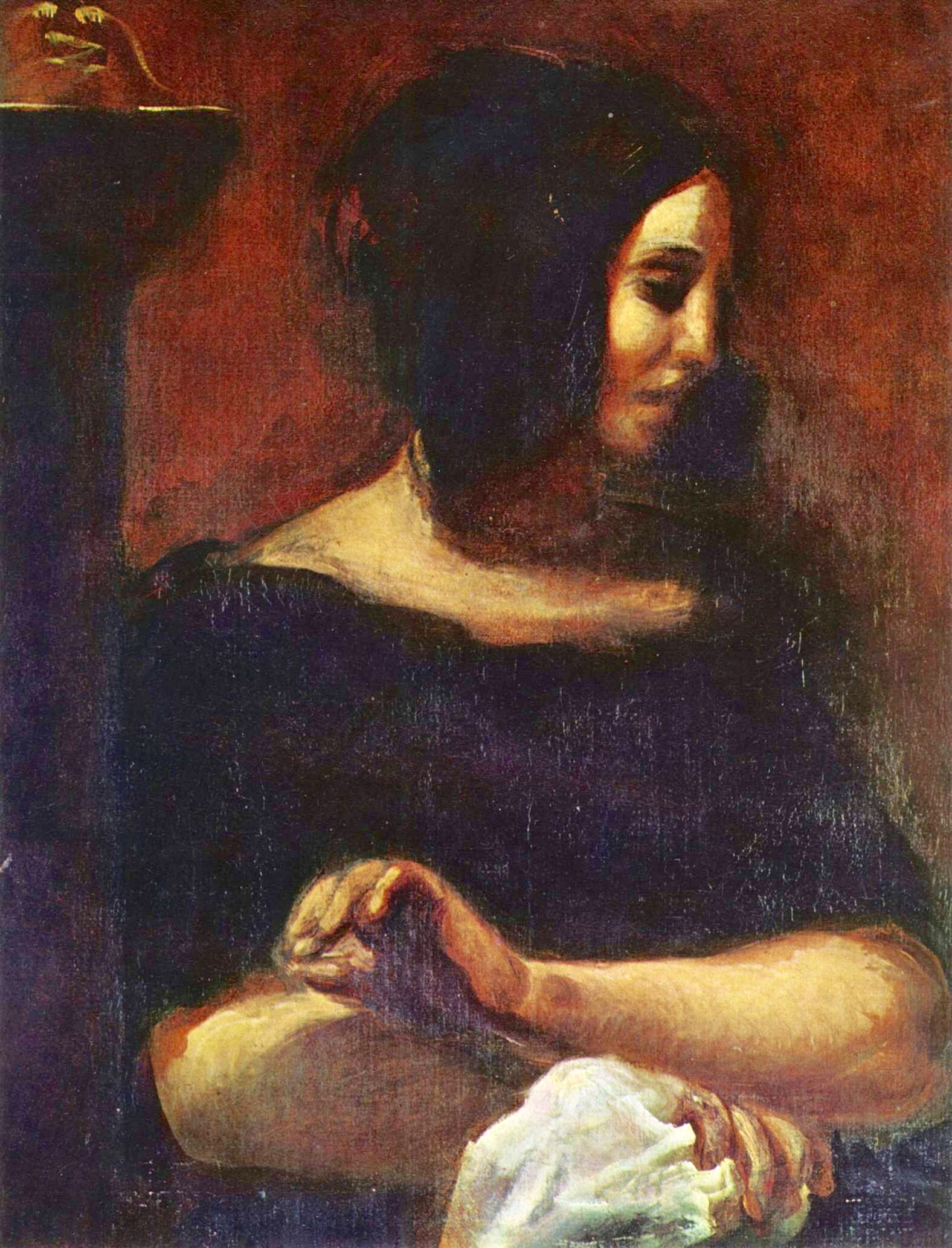
Portret George Sand Eugène’a Delacroix (1838)

W 1837 poznał starszą od siebie o sześć lat i dominującą nad nim powieściopisarkę George Sand, z którą tworzył nerwowy i chaotyczny związek. W dziennikach Sand opowiadała, że przez dziewięć lat przyjaźni z Chopinem żyła jak w klasztornym celibacie, a w liście do Justyny Chopinowej nazwała się „drugą matką Chopina”. Uciekając przed zazdrością byłego kochanka George, udali się na Majorkę do Valldemossy, która powitała ich okropną pogodą. Jednocześnie w Hiszpanii trwała wojna, a choroba Chopina wzmagała się. Sand zabrała swoje dzieci, które miały się tam leczyć (syn Maurycy chorował na reumatyzm) i uczyć. Mieszkali tam w byłym klasztorze. Chopin skomponował wtedy Preludia op. 28, Preludium Des-dur, które Sand uznała za straszne. Wspominała ona pamiętny wieczór, gdy podczas spaceru rozszalała się burza, a po powrocie do domu Chopin zaczął pluć krwią. Gdy stan zdrowia Chopina poprawił się, Chopin i Sand wrócili do Francji. Sprowadzono wtedy z Neapolu ciało samobójcy, wielkiego śpiewaka, Adolphe’a Nourrita. Chopin zagrał w Marsylii podczas pogrzebu na organach. Pomimo iż instrument był rozstrojony, Chopin oszołomił publiczność graną na organach pieśnią Schuberta.
Wiosną lub latem 1838 E. Delacroix zaczął malować portret podwójny (niedokończony) F. Chopina i G. Sand. W pracowni Delacroix troje przyjaciół spędza wiele czasu na rozmowach; Chopin sprowadził specjalnie wypożyczony fortepian, aby móc grać w pracowni malarza.
W 1839 wrócili do Francji. Chopin był wówczas bardzo chory, kaszląc, wypluwał duże ilości krwi. Mieszkał w Nohant, w posiadłości George Sand. Chwilowa poprawa zdrowia wniosła okres spokoju do życia przyjaciół, wkrótce jednak nastąpiło ponowne pogorszenie. Sand napisała kontrowersyjną książkę Lukrecja Floriani, w której – według Liszta – ośmieszyła Fryderyka. Chopin przemilczał tę obrazę, jednak jego rodzina w Polsce była oburzona. Sand tłumaczyła, że nie opisała w niej Fryderyka, jednak biografowie Chopina podważają te tłumaczenia. Pojawił się wtedy znany rzeźbiarz Auguste Clésinger, który poślubił Solange – córkę Sand – wbrew woli matki. Gdy w wynikłym konflikcie Fryderyk stanął po stronie Solange, pisarka wpadła w szał i zerwała z kompozytorem. Okres przed rozstaniem z Sand, a także po rozpadzie związku oraz pogłębiająca się choroba, odcisnęły głębokie piętno na twórczości i życiu towarzyskim Chopina. Powstały wówczas najpiękniejsze z jego nokturnów i mazurków.

### Ostatni okres życia

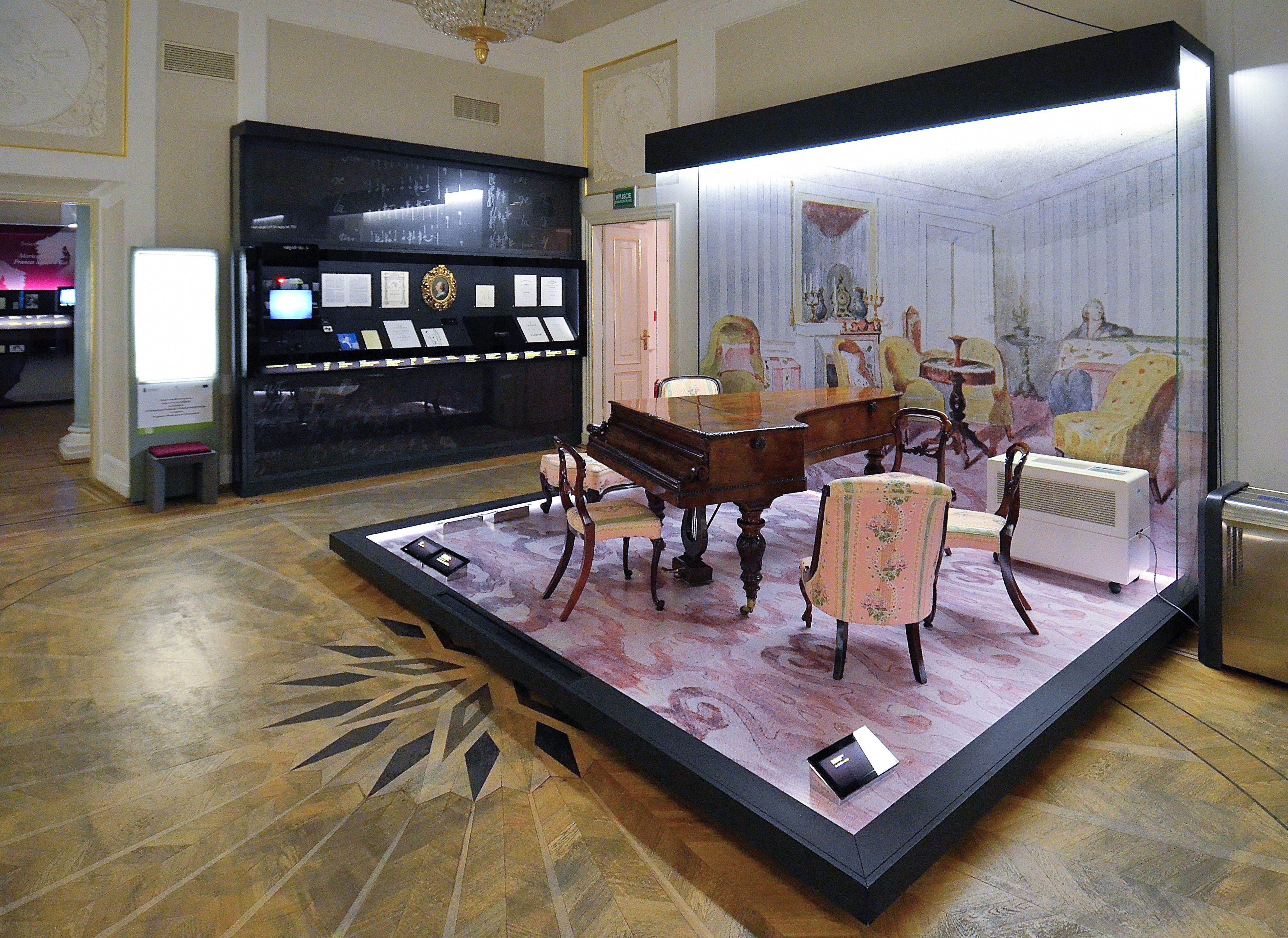
Ostatni fortepian kompozytora wykonany przez firmę Pleyel (nr 14810), na którym grał i komponował w latach 1848–1849. Muzeum Fryderyka Chopina w Warszawie

Po rozstaniu z George Sand Chopin popadł w głębokie przygnębienie, które z pewnością przyspieszyło jego śmierć. Po opuszczeniu Nohant nie skomponował już żadnego znaczącego utworu, jedynie kilka miniatur. Po wybuchu rewolucji w Paryżu w 1848 r. Chopin wyjechał do Anglii i Szkocji na bardzo wyczerpującą jego siły podróż. 16 listopada 1848 w sali Guildhall w Londynie odbył się jego ostatni publiczny koncert. Organizatorką i sponsorką pobytu była jego uczennica, Szkotka Jane Stirling, zwana „wdową po Chopinie”. Kobieta obdarzyła kompozytora miłością, zaproponowała mu nawet małżeństwo. Ten jednak czuł się zbyt chory, ponadto nie odwzajemniał jej uczucia. Z listów Chopina wynika, że czułość i opiekuńczość Jane działały mu na nerwy.

### Śmierć i pogrzeb

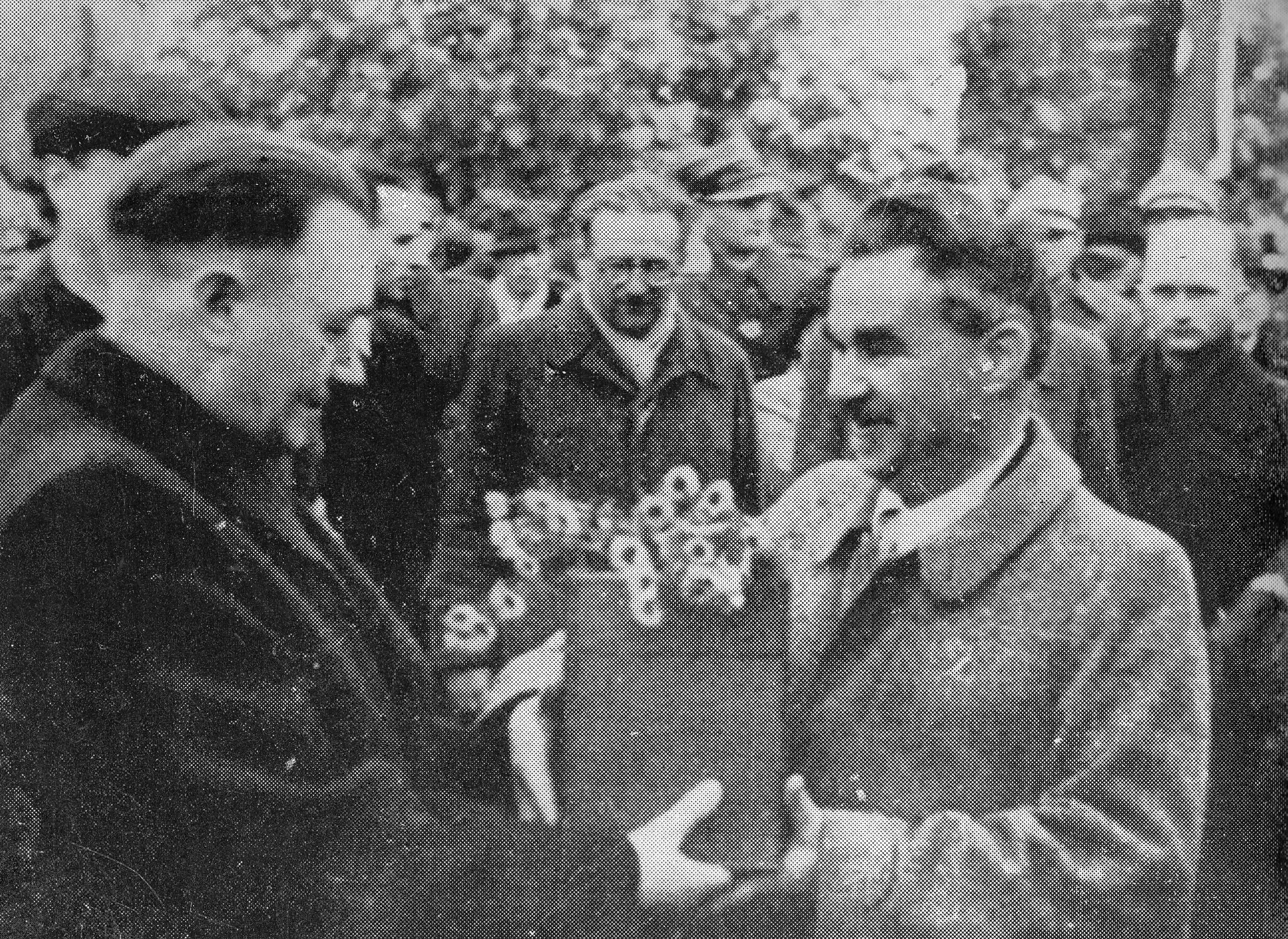
Prezydent Bolesław Bierut przekazujący przywiezioną z Milanówka urnę z sercem Chopina prezydentowi Warszawy Stanisławowi Tołwińskiemu (1945)

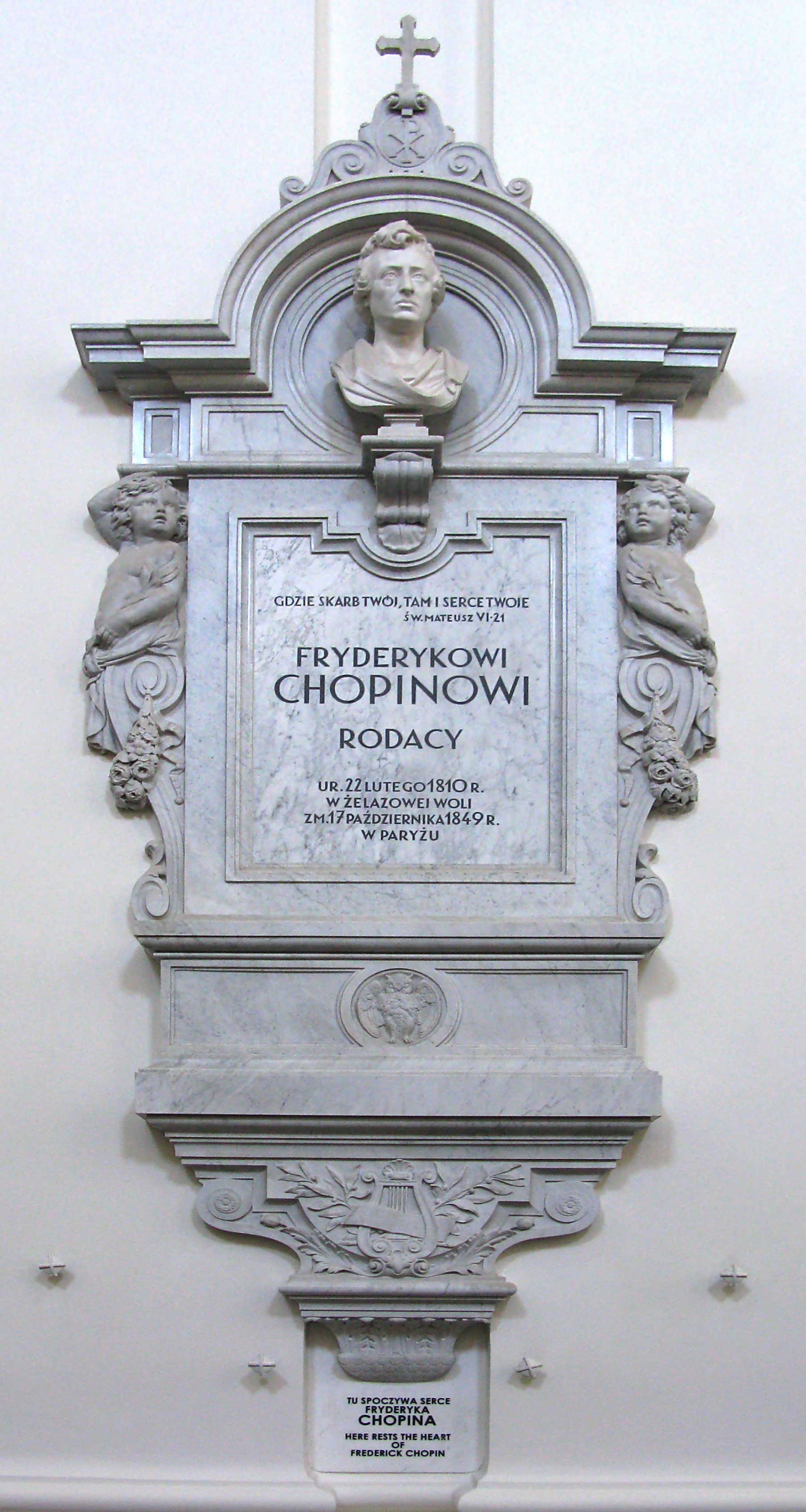
Epitafium z sercem Chopina w bazylice św. Krzyża w Warszawie

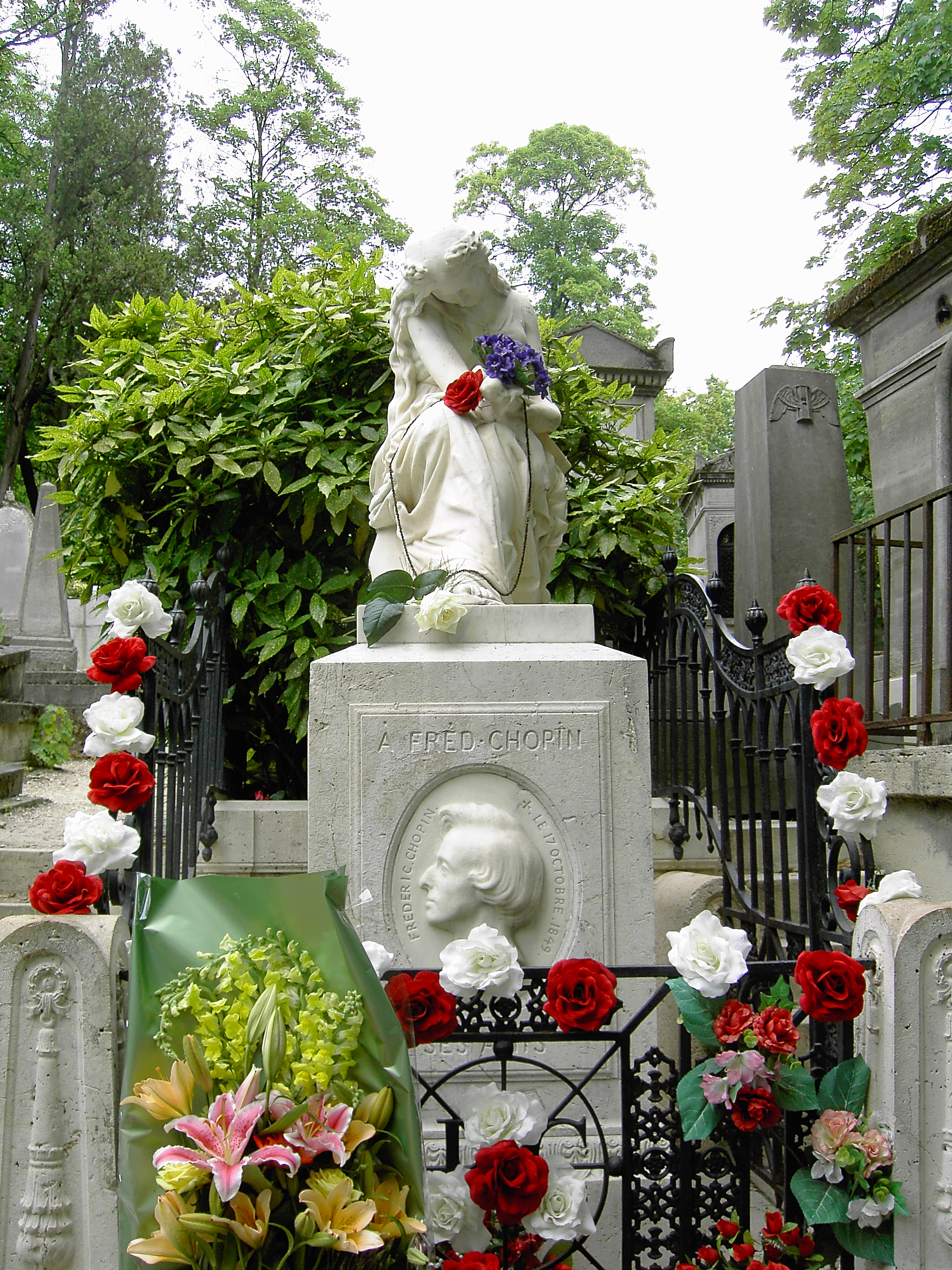
Grób Chopina na paryskim cmentarzu Père-Lachaise

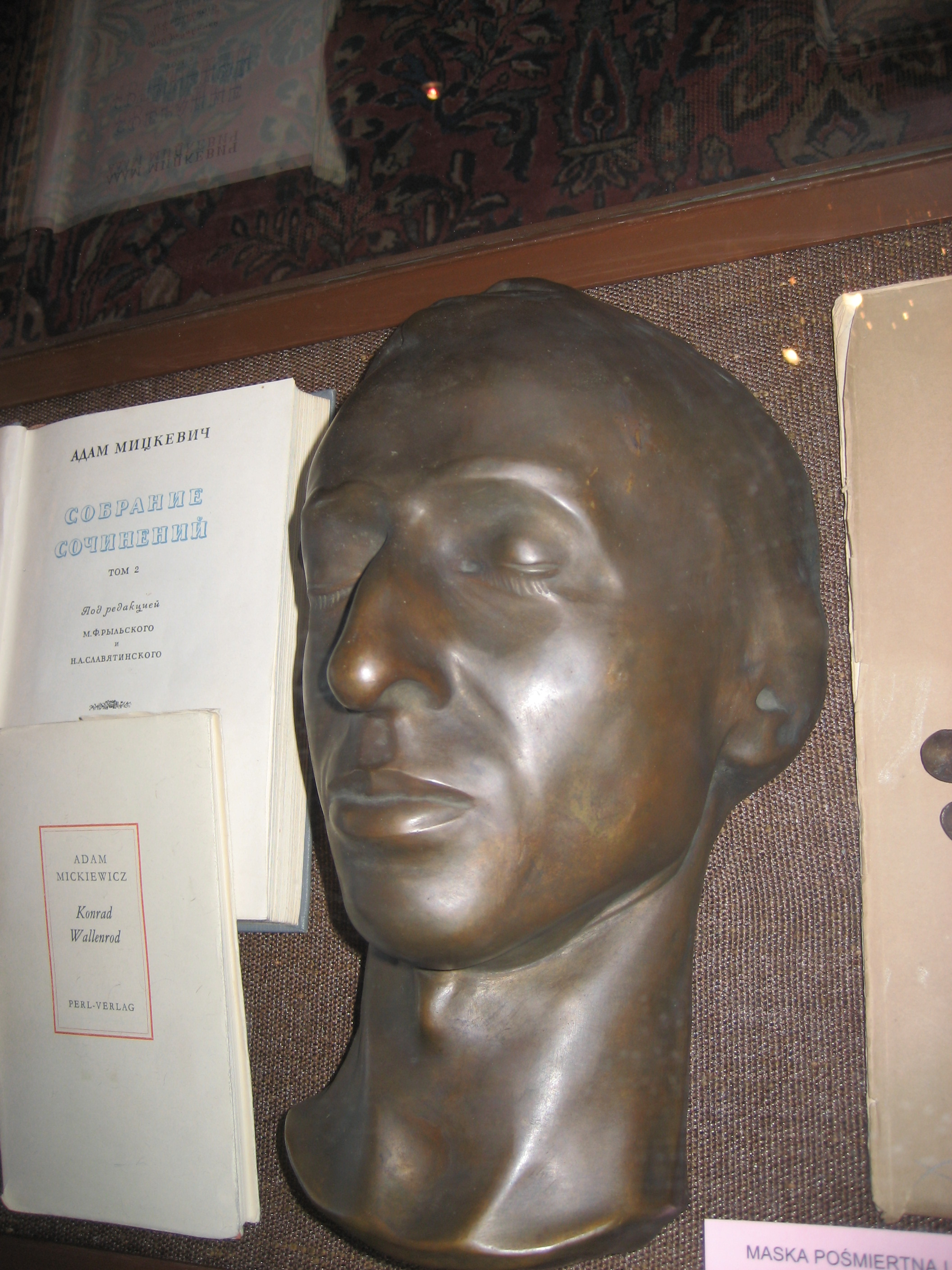
Maska pośmiertna Chopina, Muzeum Polskie w Rapperswilu

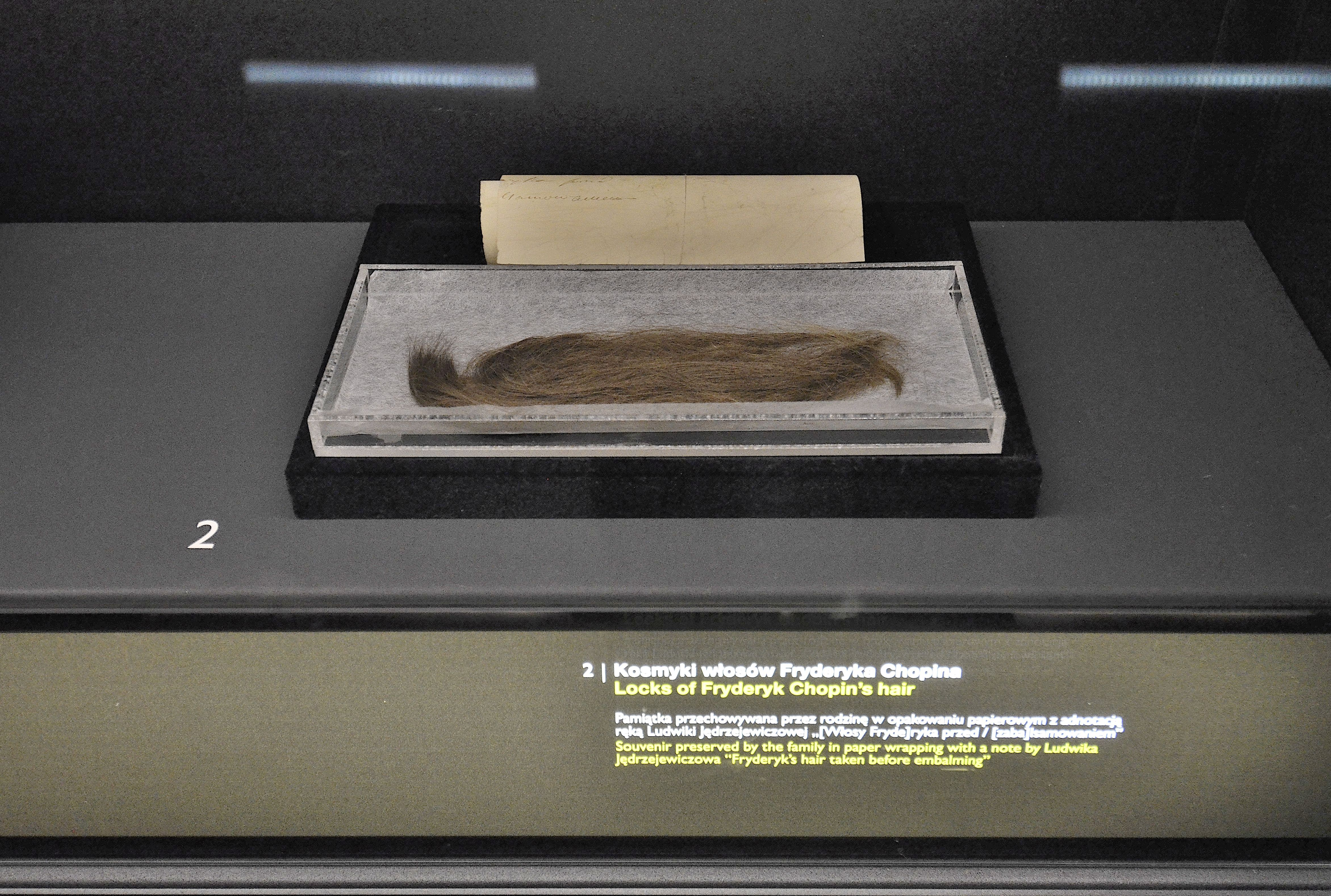
Kosmyki włosów Chopina, Muzeum Fryderyka Chopina w Warszawie

Po powrocie ze Zjednoczonego Królestwa Wielkiej Brytanii i Irlandii do Paryża stan zdrowia Fryderyka nie polepszył się. 3 września 1848 roku zmarł homeopata Jean-Jacques Molin (1797–1848), jeden z niewielu lekarzy, którzy potrafili pomóc artyście („Molin posiadał sekret stawiania mnie na nogi”). Doktorzy, którzy pojawili się po Molinie, byli zgodni co do „dobrego klimatu, spokoju, odpoczynku”, jednak Fryderyk stwierdził, iż odpoczynek znajdzie „pewnego dnia i bez ich pomocy”. Zalecona dieta, która zabraniała m.in. pić kawę zamieniając ją na kakao, denerwowała Fryderyka, który czuł się przez to śpiący oraz „coraz bardziej tępy”. Sam Chopin wierzył w poprawę swojego zdrowia pisząc do Solange Clésinger:

[…] mam nadzieję, że słońce wiosenne będzie moim najlepszym lekarzem. Trzeba dodać: wiosenne, bo w operze przygotowują słońce do Proroka, które jak się zdaje, będzie piękniejsze niż wszystkie słońca tropikalne. Słońce to tylko wschodzi i świeci krótko, ale jest tak silne, że pogrąża w cieniu wszystko z wyjątkiem muzyki. Składają się na nie snopy światła elektrycznego. Byłem zbyt chory, aby udać się na próbę przedwczoraj, lecz liczę na premierę, która ma się odbyć w przyszły poniedziałek.

Sytuacja w Paryżu była wówczas niespokojna. Krótki czas po wyjeździe Fryderyka na Wyspy Brytyjskie miało miejsce powstanie robotników paryskich będące konsekwencją rewolucji lutowej. Artysta wrócił do stolicy Francji krótko przed wyborem Ludwika Napoleona Bonaparte na prezydenta II Republiki Francuskiej. Chopin napisał:

Spokój Paryża nie został w tych dniach ani na chwilę zakłócony, mimo że spodziewano się pewnych rozruchów z powodu gwardii ruchomej, którą reglamentowano, lub z powodu projektu ministerstwa o rozwiązaniu klubów. Wczoraj, w poniedziałek, pełno było wszędzie żołnierzy i armat, i ta mocna postawa zaimponowała tym, którzy byliby chcieli wywołać nieporządki.

Fryderyk coraz rzadziej udzielał lekcji. Niektórzy z jego uczniów wyjechali, a on sam ze względów zdrowotnych postanowił ograniczyć lekcje tylko do uczniów bardziej zaawansowanych. Wśród nich byli m.in.: Catherine Soutzo, Maria Kalergis, Delfina Potocka, Charlotte de Rothschild oraz (od marca) Marcelina Czartoryska. Pierwszą połowę 1849 Chopin spędził w mieszkaniu na Square d’Orléans. Odwiedzali go Franchomme, Ernest Legouvé, Natalia Obrieskow, Nathaniel Stockhausen, Thomas Albrecht, Charles Gavard i Marie de Rozières, a przede wszystkim Delacroix. Mieszkanie Chopina było wtedy miejscem wieczornych spotkań, na których Delfina Potocka śpiewała, a Chopin i Kalergis grali na fortepianie. Z początkiem wiosny Chopin zaczął wybierać się na przejażdżki kabrioletem, w których towarzyszył mu Delacroix. Rozmawiali wtedy głównie o muzyce. Chopin przedstawił malarzowi własną koncepcję logiki w dziele muzycznym, wyjaśniając również dlaczego jego zdaniem Mozart góruje technicznie nad Beethovenem. Za namową Delacroixa Fryderyk zaczął spisywać swoje uwagi teoretyczne na temat metody gry fortepianowej, które z powodu nietypowego wykształcenia muzycznego pianisty przedstawiają jednak niewielką wartość. Z tego okresu pochodzą mazurki: nr 2 z op. 67 i nr 4 z op. 68. Stan zdrowia artysty pogarszał się. Viardot zauważyła, iż podlegał on ogromnym wahaniom:

[…] bywają dni znośne, gdy może wyjeżdżać powozem, oraz inne, kiedy pluje krwią i ma napady kaszlu, który go dusi.

Lekarze, którzy zajmowali się Chopinem, stwierdzili, że powinien on opuścić Paryż na okres lata, w którym upał i kurz utrudniałyby mu oddychanie. Innymi argumentami za wyjazdem ze stolicy Francji były szerząca się epidemia cholery oraz zbliżające się wybory, które mogły wywołać zamieszki. Przyjaciele znaleźli dla artysty mieszkanie w Chaillot, gdzie wprowadził się na początku czerwca (obecnie znajduje się tam, położony nad Sekwaną na wzgórzu Trocadero naprzeciwko wieży Eiffla, pałac Chaillot). Mieszkanie było drogie, dlatego w tajemnicy przed Chopinem połowę czynszu opłacała Obrieskow. Pięć okien, jakie znajdowały się w apartamencie dawało widok obejmujący Tuileries, Izbę Deputowanych, wieżę kościoła St-Germain l’Auxerrois, Notre-Dame, Panteon, St-Sulpice oraz kopułę kościoła Inwalidów. Chopin czuł się tak dobrze, że przestał nawet brać lekarstwa. Ofiarami panującej epidemii padli m.in. Friedrich Kalkbrenner oraz Angelica Catalani. Strach przed chorobą spowodował, iż większość znajomych Chopina opuściła Paryż. Przy artyście pozostała m.in. Stirling. Jej częste odwiedziny denerwowały Chopina („One mnie zaduszą nudami”). W obawie przed pozostawieniem Chopina samego w nocy, rodzina Czartoryskich przysłała muzykowi jedną ze swoich nianiek. W ostatnim tygodniu czerwca Chopinowi zaczęły puchnąć nogi, miał on również kilka poważnych krwotoków. Zaniepokojona niańka poinformowała o tym księżną Sapieżynę, która postanowiła wezwać Jeana Cruveilhiera. Lekarz rozpoznał ostatnie stadium choroby. Z leków jakie przepisał Chopinowi artysta zrozumiał, że umiera. Spowodowało to starania o przyjazd do Paryża jego siostry Ludwiki:

Moje Życie. Jeżeli możecie, to przyjedźcie. Słaby jestem i żadne doktory mi tak, jak Wy, nie pomogą.

Świadek ostatnich tygodni życia i męki Chopina – Cyprian Kamil Norwid zamieścił nekrolog w „Dzienniku Polskim”:

Rodem Warszawianin, sercem Polak, a talentem świata obywatel Fryderyk Chopin, zszedł z tego świata[…].

Chopin zmarł w otoczeniu kilkorga bliskich mu osób około 2 w nocy 17 października 1849, a na świadectwie zgonu jako przyczynę lekarz wpisał gruźlicę.
Msza żałobna odbyła się dopiero 30 października w paryskim kościele św. Magdaleny, podczas której grał tamtejszy organista Louis James Alfred Lefébure-Wély, a solowe partie basowe wykonanego na życzenie Chopina Requiem Mozarta zaśpiewał Luigi Lablache. Liczny kondukt żałobny, któremu przewodniczył książę Adam Jerzy Czartoryski, przeszedł na Cmentarz Père-Lachaise, gdzie zmarłego artystę pożegnały dźwięki „Requiem” Mozarta oraz Marsza żałobnego jego własnego autorstwa.
Auguste Clésinger wykonał pośmiertny odlew twarzy i dłoni artysty, a następnie zaprojektował też i wykonał jego nagrobek, składający się z cokołu z popiersiem kompozytora, który jest zwieńczony rzeźbą zadumanej Euterpe. Grób kompozytora znajduje się w 11 sekcji cmentarza, linia 1, kwatera Y20, między grobami François-Antoine’a Habenecka i Josepha Lakanala. Dokładnie naprzeciwko grobu Chopina znajduje się skromny grób pary mało znanych francusko-niemieckich poetów Yvan Goll i Claire Goll. Koszty pogrzebu i pomnika nagrobnego pokryła Jane Stirling. Ona też opłaciła powrót do Warszawy siostry Chopina Ludwiki, która przewiozła do kraju serce kompozytora.

### Losy serca Chopina
Umierający Chopin poprosił, by po śmierci otwarto jego ciało i wyjęte z niego serce przesłano do Warszawy. Sekcję zwłok przeprowadził w dzień po jego śmierci anatomopatolog i chirurg Jean Cruveilhier w Instytucie Medycznym w Paryżu. Protokół z sekcji nie zachował się.
Słój z sercem kompozytora zatopionym w alkoholu (prawdopodobnie w koniaku lub spirytusie) został przewieziony potajemnie do Polski w styczniu 1850 przez jego starszą siostrę Ludwikę Jędrzejewiczową. W Warszawie przechowywała go przez jakiś czas w swym mieszkaniu znajdującym się w nieistniejącej obecnie kamienicy przy ul. Podwale. Później (dokładna data nie jest znana) serce zostało powierzone opiece księżom misjonarzom w kościele Świętego Krzyża, który był kościołem parafialnym rodziny Chopinów. Na początku było przechowywane w dolnym kościele. W 1880 serce zostało umieszczone w lewym filarze nawy głównej świątyni. Umieszczono na nim zaprojektowane przez Leonarda Marconiego epitafium w formie tablicy z marmuru karraryjskiego. Na tablicy widnieje napis Fryderykowi Chopinowi, rodacy. Nad nim cytat z Ewangelii św. Mateusza: Gdzie skarb twój, tam serce twoje. Epitafium zostało ufundowane z dochodów koncertu charytatywnego zorganizowanego przez kompozytora Władysława Żeleńskiego, prezesa Towarzystwa Muzycznego w Warszawie. Tablicę odsłonięto 5 marca 1880.
W czasie powstania warszawskiego w okolicach kościoła toczyły się ciężkie walki. Kapelan wojsk niemieckich pastor Schulz namówił księży, aby przekazali urnę Niemcom w celu jej uchronienia przed zniszczeniem. 9 września 1944 Niemcy przekazali urnę z sercem biskupowi Antoniemu Szlagowskiemu, filmując to zdarzenie dla celów propagandowych.
Urna z sercem Chopina została przewieziona do Milanówka. Stała na pianinie w salonie-kaplicy, na I piętrze plebanii. 17 października 1945, w rocznicę śmierci Chopina, proboszcz parafii św. Krzyża w Warszawie ks. Leopold Petrzyk, kompozytor prof. Bolesław Woytowicz i muzykolog Bronisław Edward Sydow zawieźli urnę do Żelazowej Woli. Tam oczekiwali na nią m.in. przedstawiciele najwyższych władz państwowych z Bolesławem Bierutem. Urnę ustawiono na postumencie na tle portretu kompozytora. Po przemówieniu Bolesław Bierut przekazał urnę prezydentowi Warszawy Stanisławowi Tołwińskiemu. Po odegraniu przez Henryka Sztompkę nokturnu, dwóch mazurków i poloneza, urnę z sercem przejęła z kolei młodzież. W drodze do kościoła św. Krzyża samochód zatrzymał się jeszcze przy dawnej rogatce wolskiej, gdzie w 1830 Fryderyk Chopin żegnał się z Warszawą.
Po uroczystej mszy w zniszczonej świątyni, przed wmurowaniem urny, kazanie wygłosił Hieronim Feicht.
Wieczorem tego dnia w budynku „Romy” przy ul. Nowogrodzkiej 49 odbyła się uroczysta akademia, na której grano utwory Chopina.
W 2014 zespół naukowców pod kierunkiem prof. dra hab. Michała Witta, kierownika Zakładu Genetyki Molekularnej i Klinicznej Instytutu Genetyki Człowieka Polskiej Akademii Nauk w Poznaniu, przeprowadził analizę wyników oględzin słoja z sercem kompozytora, z których dowiedzieć się można, że bezpośrednią przyczyną jego śmierci było zapalenie osierdzia jako ciężkie powikłanie gruźlicy.

### Hipotezy i wątpliwości

#### Mukowiscydoza
Zdaniem niektórych lekarzy kompozytor mógł cierpieć przez całe życie na mukowiscydozę i to właśnie ona była przyczyną jego śmierci. Inne teorie mówią o niedoborze alfa1-antytrypsyny.

#### Data urodzenia

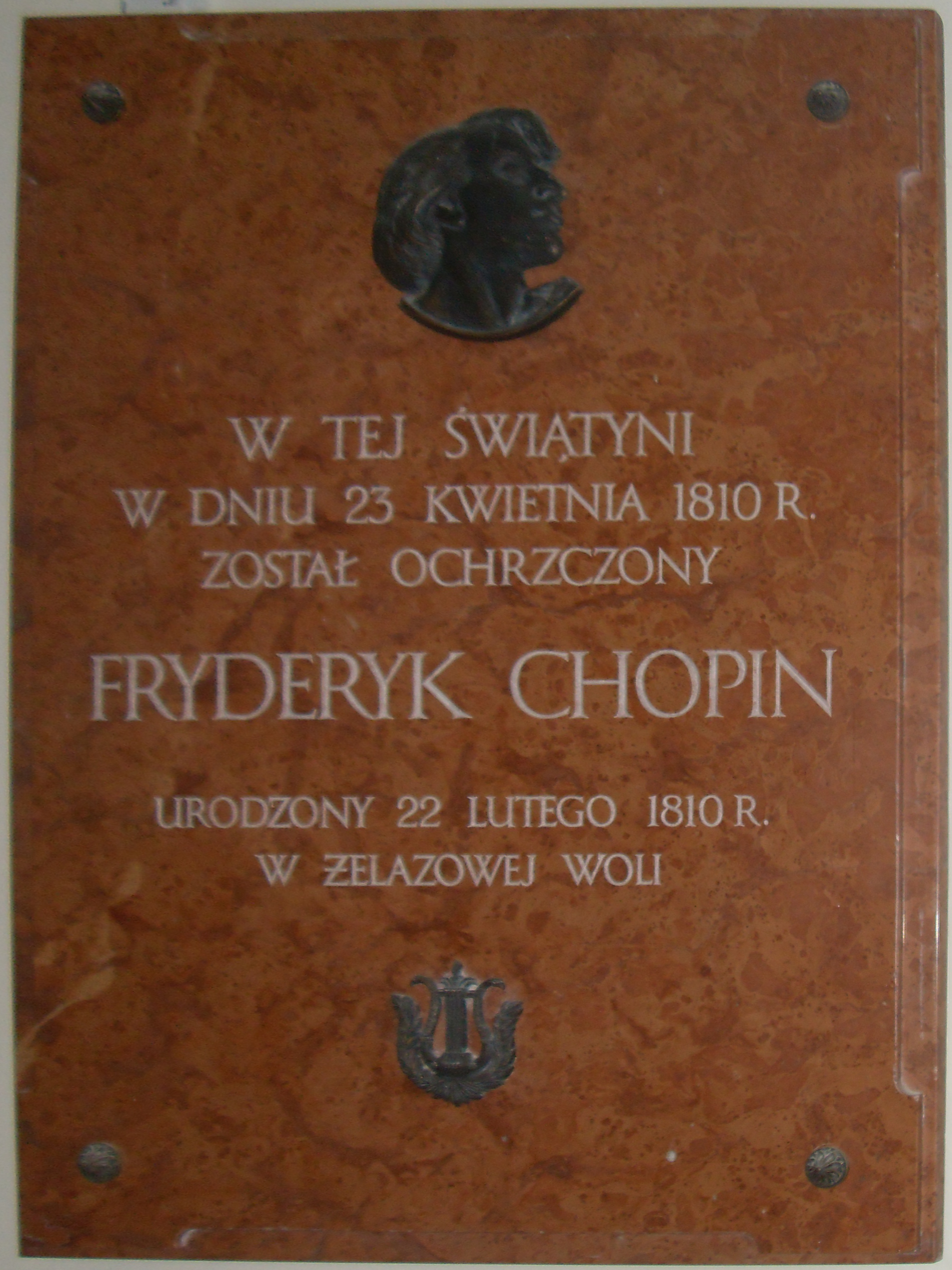
Tablica w kościele brochowskim z datą 22 lutego, jako datą urodzin kompozytora

Data urodzenia Chopina budzi wątpliwości. W księdze urodzeń oraz księdze chrztów w kościele parafialnym w Brochowie podawany jest dzień 22 lutego: 

Roku 1810, 23 miesiąca kwietnia o godzinie trzeciej po południu przed nami proboszczem brochowskim, sprawującym obowiązki urzędnika stanu cywilnego parafii brochowskiej powiatu sochaczewskiego w departamencie warszawskim, stawili się Mikołaj Chopin, ojciec lat mający 40, we wsi Żelazowa Wola zamieszkały, i okazał nam dziecię płci męskiej, które urodziło się w domu jego w dniu 22 miesiąca lutego o godzinie szóstej wieczorem roku bieżącego, oświadczając, że jest ono spłodzone z niego i Justyny z Krzyżanowskich, liczącej lat 28, jego małżonki, i że życzeniem jego jest nadać mu dwa imiona Fryderyk Franciszek. Po uczynieniu powyższego oświadczenia i okazaniu dziecięcia w przytomności Józefa Wyrzykowskiego, ekonoma, liczącego lat 38, tudzież Fryderyka Geszta, który rok 40 skończył, obydwóch we wsi Żelazowa Wola zamieszkałych, ojciec i świadkowie po przeczytaniu niniejszego aktu urodzenia stawiającym wyznali, iż pisać umieją. My akt niniejszy podpisaliśmy, Ksiądz Jan Duchnowski, proboszcz brochowski, sprawujący obowiązki urzędnika stanu cywilnego, Mikołaj Chopin, ojciec.

Nr 2.23.IV /1810/. Ja, jak wyżej, spełniłem obrzędy nad niemowlęciem ochrzczonym z wody, dwojga imion Fryderykiem Franciszkiem, urodzonym 22 lutego z Wielmożnych Mikołaja Choppen Francuza oraz Justyny Krzyżanowskiej, ślubnych małżonków. Rodzice chrzestni – Wielmożny Franciszek Grembecki ze wsi Ciepliny z Wielmożną panną Anną Skarbkówną, hrabianką z Żelazowej Woli.

 Data ta jest jednak kwestionowana. Fryderyk, jak i jego rodzina, za poprawny dzień zawsze podawali 1 marca – taką datę podał Fryderyk, gdy w styczniu 1833 został członkiem Towarzystwa Historyczno-Literackiego w Paryżu. Kontrowersje dotyczą także daty rocznej – nie ma pewności, czy Fryderyk urodził się w 1810 czy 1809 roku.

## Twórczość

### Okresy twórczości

#### Do 1830 (wczesne utwory)
Pierwszy młodzieńczy okres twórczości Chopina ukształtował się pod wpływem polskiej tradycji dworskiej i wiejskiej (np. Michał Kleofas Ogiński, Karol Kurpiński), z drugiej strony na europejskim stylu brillant wczesnych romantyków (Johann Nepomuk Hummel, John Field, Carl Maria von Weber). Takimi popisowymi, a zarazem błyskotliwymi wirtuozowsko utworami są oba koncerty fortepianowe. W młodzieńczym dorobku Chopina obecne są formy klasyczne, takie jak rondo, wariacje, sonata, koncert, trio. Formy poloneza i mazurka nawiązują do tradycji narodowej i ludowej. Z łączenia form klasycznych i tradycji narodowej powstawały takie utwory jak Rondo à la Mazur, Rondo à la Krakowiak.

#### Do 1839 (dojrzałe utwory)
Drugi dojrzały okres twórczości tak charakteryzuje Józef M. Chomiński:

W drugim okresie twórczości (począwszy od op. 6) skrystalizował się w pełni styl Chopina jako kompozytora narodowego i romantycznego. Wyrastająca z ducha okresu Romantyzmu stylizacja muzyki tanecznej otrzymała w walcach pogłębiony artystycznie wyraz. Nowe podejście do techniki pianistycznej, manifestujące się w obu cyklach etiud, zaczęło decydować o obliczu wszystkich podstawowych gatunków… Kontrast wyrazowy o silnych znamionach dramatycznych stał się charakterystycznym rysem takich form jak scherzo, ballada, nokturn.

#### 1840–1849 (późny okres)
Ostatni trzeci etap pracy kompozytorskiej Chopina cechują rozbudowane utwory cykliczne (Sonaty b-moll, h-moll, g-moll). Powiększeniu uległy rozmiary utworów jednoczęściowych (Ballada f-moll, Fantazja f-moll, polonezy fis-moll i As-dur, Polonez-Fantazja, Barkarola). Utwory te często budziły protest pierwszych słuchaczy, uważane za „trudne”, a zwłaszcza – zanadto dysonujące.

### Gatunki
Polonezy
Wczesne polonezy, nawiązujące do popularnych wówczas w Warszawie utworów Ogińskiego, wydane zostały dopiero po śmierci kompozytora (9 utworów dziecięcych i młodzieńczych „op. posth.” = wydane pośmiertnie). W latach dojrzałych Chopin opublikował siedem polonezów, które są już zupełnie inne: bardzo dramatyczne i rozbudowane.

Polonezy cis-moll i es-moll op. 26, skomponowane wkrótce po klęsce powstania listopadowego, oddają tragiczną atmosferę, w jakiej powstawały. Polonez A-dur op. 40 z racji uroczystego charakteru nazwano „wojskowym”; stosunkowo często opracowywano go na orkiestrę, gdyż jest to jeden z nielicznych utworów Chopina poddających się transkrypcji. Nastrój nieomal triumfalny stwarza najpopularniejszy, wirtuozowski Polonez As-dur op. 53. Od stylizowanego tańca najbardziej oddala się Polonez-Fantazja As-dur op. 61. Niektóre tematy w Polonezie-Fantazji w ogóle nie mają związku z tanecznym rytmem. Przypominając swobodną fantazję o złożonej „fabule uczuciowej”, utwór ten zasługiwałby na miano „poematu symfonicznego” na fortepian.

Mazurki
Chopin skomponował 57 mazurków, w nieznany wcześniej sposób nawiązując w nich do muzyki ludowej z Mazowsza.

Pierwowzorem Chopinowskiej stylizacji były trzy rodzaje tańców: zamaszysty mazur, szybki, wirujący oberek i powolny, melancholijny kujawiak. Tę ostatnią, „dworkową” wersję, kompozytor lubił najbardziej. Zazwyczaj przekształcał ją w taki sposób, że stawała się liryczną, bardzo osobistą, refleksyjną miniaturą odległą od jakichkolwiek związków z popularną „piosnką”.

Nokturny
Chopin napisał 21 nokturnów. Są to liryczne, melodyjne miniatury. Najwcześniejsze są jeszcze dość sentymentalne, późniejsze są wyrazowo coraz bardziej urozmaicone. Na ich melodię szczególnie wpłynęło bel canto, gdyż Chopin był wielbicielem włoskiej opery, zwłaszcza Belliniego. Kantylenę oplata w nich kunsztowna ornamentacja.
Scherza
Zobacz też: Scherza Fryderyka Chopina
Chopin napisał w późniejszych latach 4 Scherza. Wbrew tytułowi, są one raczej poważne, a nawet dramatyczne. Najpoważniejsze jest Scherzo h-moll op. 20, napisane podobno w okresie powstania listopadowego, z cytatem kolędy Lulajże, Jezuniu w części środkowej.
Ballady

Mówi się, że 4 ballady Chopina: g-moll op. 23, F-dur op. 38, As-dur op. 47 (jedyna z „optymistycznym” zakończeniem) i f-moll op. 52 powstały pod wrażeniem lektury ballad Adama Mickiewicza, lecz nie znaleziono na to dowodów. Ewentualne pokrewieństwo z poezją: 

co najwyżej zdradza narracyjny rodzaj dramaturgii. Dwa tematy przekształcane są na wzór perypetii w opowieściach poetyckich, po czym efektowna koda przynosi „rozwiązanie”, odległe jednak od jakiejkolwiek apoteozy.

Etiudy
Ukończone zostały dwa cykle etiud: op. 10 i op. 25. Zgodnie z nazwą (fr. étude = studium, ćwiczenie) są one utworami pedagogicznymi i mają służyć doskonaleniu techniki pianistycznej. Ale po raz pierwszy w historii tego gatunku nie są to „nudne ćwiczenia”, którymi zamęczano pokolenia początkujących pianistów. Każda etiuda Chopina to arcydzieło. Jedną z najbardziej znanych jest, zamykająca opus 10, etiuda c-moll, zwana „rewolucyjną”.
Preludia
24 Preludia op. 28 powstały jako symboliczny hołd złożony Janowi Sebastianowi Bachowi, którego muzykę Chopin cenił. Są wyraźnym nawiązaniem do Das Wohltemperierte Klavier, napisanym również we wszystkich 24 tonacjach dur i moll. Zgodnie z zasadą gatunku są krótkie (najdłuższe As-dur nr 17 ma 90 taktów, a najkrótsze E-dur nr 9 ma tylko 12). Harmoniczny porządek cyklu pozwala wykonywać go w całości, lecz sam Chopin grywał tylko po kilka miniatur.
Sonaty
Chopin napisał 3 sonaty na fortepian: Sonatę c-moll op. 4, Sonatę b-moll op. 35 i Sonatę h-moll op. 58 oraz Sonatę g-moll op. 65 na fortepian i wiolonczelę. Spośród 3 sonat fortepianowych najpopularniejsza jest Sonata b-moll, której trzecia część, Marsz żałobny, grywana jest dzisiaj podczas pogrzebów, w rozmaitych transkrypcjach.
Koncerty
Powstały dwa koncerty na fortepian i orkiestrę: f-moll op. 21 z 1829 r. i e-moll op. 11 z 1830 r. – oba z pierwszego okresu twórczości, pisane jeszcze w Polsce, osadzone w formie klasycznej.
Inne
Chopin skomponował 19 pieśni na głos z fortepianem, Trio fortepianowe oraz Sonatę wiolonczelową.

## Tablica przodków
| Tablica rodowodowa                                 |                                                                                         |                                                                                         |                                                                                         |                                                                                         |                                                                                         |                                                                                         |                                                                                         |                                                                                         |
| Prapradziadkowie                                   | François Chapin (1676–28.06.1714) Catherine Oudot (6.03.1682–21.01.1753)                | Estienne Bastien (1687–1734) Anne Maton (1691–1734)                                     | Jean Deflin (1674–9.12.1754) Catherine Henry (1687–1715)                                | Claude Renard (1667–1729) Anne Barbe                                                    | ?                                                                                       | ?                                                                                       | ?                                                                                       | ?                                                                                       |
| Pradziadkowie                                      | Nicolas Chopin (1712–?) Elizabeth Bastien (1712–1747)                                   | Nicolas Chopin (1712–?) Elizabeth Bastien (1712–1747)                                   | Jean Charles Deflin (1705–1738) Suzanne Renard (1709–1774)                              | Jean Charles Deflin (1705–1738) Suzanne Renard (1709–1774)                              | Mikołaj Krzyżanowski Barbara Jeż                                                        | Mikołaj Krzyżanowski Barbara Jeż                                                        | ?                                                                                       | ?                                                                                       |
| Dziadkowie                                         | François Chopin (1738–1814) Marguerite Deflin (1736–1794)                               | François Chopin (1738–1814) Marguerite Deflin (1736–1794)                               | François Chopin (1738–1814) Marguerite Deflin (1736–1794)                               | François Chopin (1738–1814) Marguerite Deflin (1736–1794)                               | Jakub Krzyżanowski (1729–29.10.1805) Antonina Kołomińska                                | Jakub Krzyżanowski (1729–29.10.1805) Antonina Kołomińska                                | Jakub Krzyżanowski (1729–29.10.1805) Antonina Kołomińska                                | Jakub Krzyżanowski (1729–29.10.1805) Antonina Kołomińska                                |
| Rodzice                                            | Mikołaj Chopin (15.04.1771–3.05.1844) Tekla Justyna Krzyżanowska (14.09.1782–1.10.1861) | Mikołaj Chopin (15.04.1771–3.05.1844) Tekla Justyna Krzyżanowska (14.09.1782–1.10.1861) | Mikołaj Chopin (15.04.1771–3.05.1844) Tekla Justyna Krzyżanowska (14.09.1782–1.10.1861) | Mikołaj Chopin (15.04.1771–3.05.1844) Tekla Justyna Krzyżanowska (14.09.1782–1.10.1861) | Mikołaj Chopin (15.04.1771–3.05.1844) Tekla Justyna Krzyżanowska (14.09.1782–1.10.1861) | Mikołaj Chopin (15.04.1771–3.05.1844) Tekla Justyna Krzyżanowska (14.09.1782–1.10.1861) | Mikołaj Chopin (15.04.1771–3.05.1844) Tekla Justyna Krzyżanowska (14.09.1782–1.10.1861) | Mikołaj Chopin (15.04.1771–3.05.1844) Tekla Justyna Krzyżanowska (14.09.1782–1.10.1861) |
| Fryderyk Franciszek Chopin (22.02.1810–17.10.1849) |                                                                                         |                                                                                         |                                                                                         |                                                                                         |                                                                                         |                                                                                         |                                                                                         |                                                                                         |

## Światopogląd i preferencje polityczne
Chopin przez całe życie był mocno wierzącym katolikiem. Daleki od dewocji, uważał wiarę za kwestię intymną. Znał świetnie na pamięć Pismo Święte i potrafił je cytować. Choć zupełnie wyjątkowo zdarzały mu się obrazoburcze sformułowania (np. o Bogu-Moskalu), to generalnie pozostawał zdecydowanie w nurcie religijnej ortodoksji. Przed śmiercią wyspowiadał się, komunikował i błogosławił obecnych, błagając Boga o łaski dla nich.
W kwestiach społecznych Chopin pozostawał umiarkowanym konserwatystą. Nudziły go teorie egalitarystyczne, był przeciwnikiem socjalizmu oraz bez złudzeń oceniał milenarystyczne utopie socjalne. Nie cenił liberalizmu i miał skłonności monarchistyczno-legitymistyczne. Sam twierdził, że „kocham karlistów, nie cierpię filipistów”. Z drugiej strony, w stosunku do salonów arystokratycznych i plutokratycznych, zwłaszcza francuskich, odczuwał niechęć, a nawet pogardę.
Chopin uważał się za Polaka, a za swój kraj ojczysty uznawał Polskę; emocjonalnie był szczegónie związany z Mazowszem. Nie miał antypatii wśród innych narodów, choć zdarzało mu się odnosić z niechęcią np. do Anglików czy do Żydów; szczególnie lubił i cenił Czechów. Nie był zwolennikiem zrywów powstańczych, które uważał za skazane na niepowodzenie; na tym tle doszło np. do ochłodzenia jego stosunków z Mochnackim. Upadek powstań z lat 1830–1831 i 1848 przeżywał jednak bardzo mocno.

## Pozostałe informacje
Józef Sikorski, rówieśnik kompozytora, pisał w swoim „Wspomnieniu Szopena”, że Chopin jako dziecko płakał, gdy matka grała na fortepianie.
W okresie II wojny światowej Niemcy początkowo zabronili wykonywania utworów Chopina, jednakże w późniejszym okresie zaczęli lansować tezę o jego rzekomym niemieckim pochodzeniu (rodzina Chopina pochodziła z pogranicza francusko-niemieckiego, z niezależnego księstwa Lotaryngii wcielonego do Francji dopiero w 1766 r., w którym ludność miejscowa posługiwała się dialektem romańskim, a dziadek Chopina – Franciszek pisał się także z niemiecka – Shopin, jednak Franciszek osiadł tam w pierwszym pokoleniu, a jego rodzina pochodziła w rzeczywistości z Alp na pograniczu szwajcarsko-niemieckim). 27 października 1943 roku w Krakowie Hans Frank otworzył wystawę poświęconą Chopinowi, mającą stanowić zaczątek wielkiego muzeum kompozytora. Ponadto Frank nabył we Francji maskę pośmiertną Chopina, fortepian marki Pleyel, na którym Chopin uczył zakochaną w nim szkocką arystokratkę Jane Stirling (obecnie w Collegium Maius UJ), a także bibliotekę nauczyciela Chopina Józefa Elsnera, autografy utworów i korespondencję kompozytora pochodzące z kolekcji francuskiego miłośnika Chopina Édouarda Ganche.

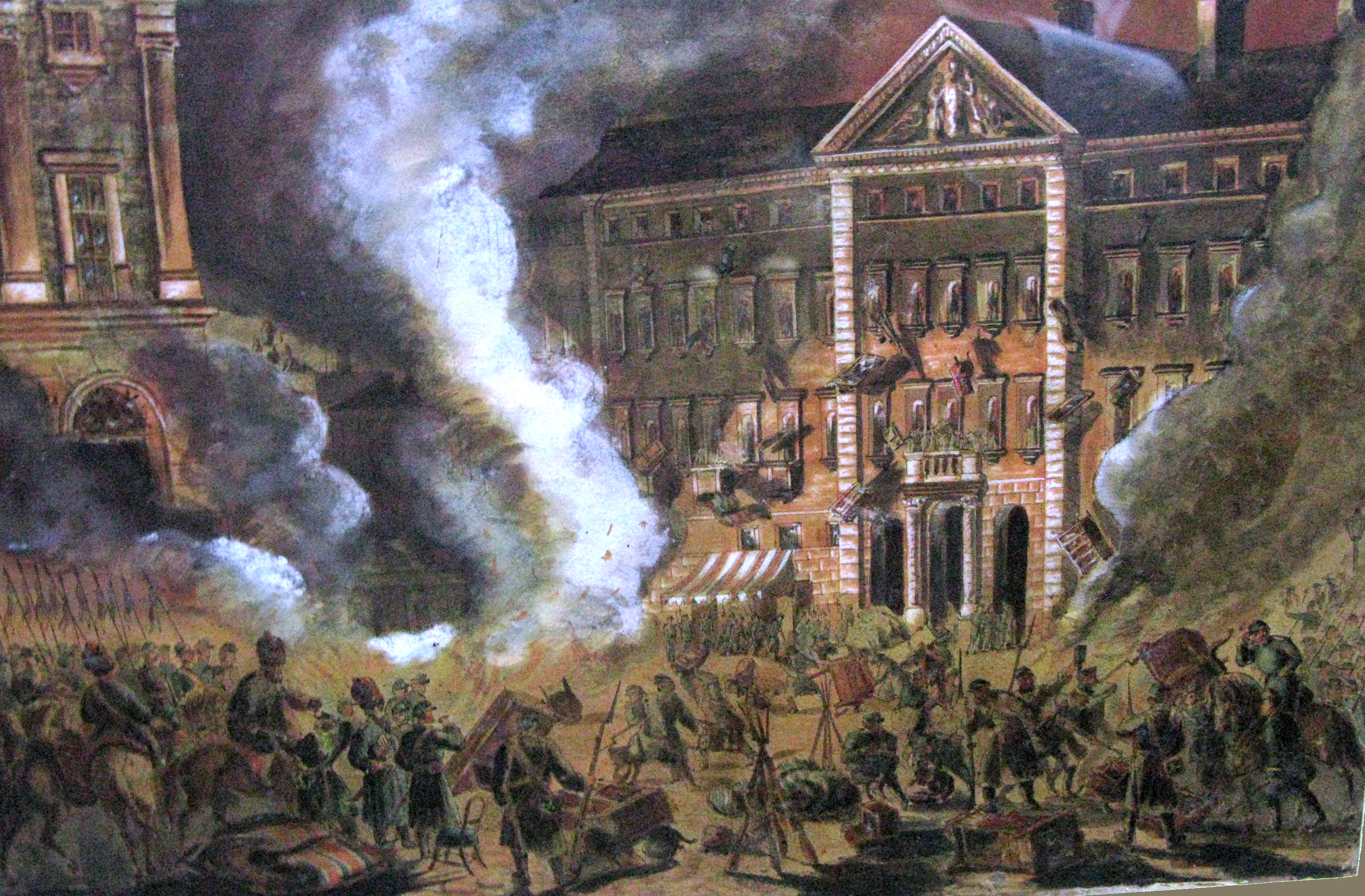
Armia Imperium Rosyjskiego demoluje Pałac Zamoyskich w Warszawie w ramach represji po nieudanym zamachu na namiestnika Fiodora Berga w czasie powstania styczniowego w 1863 roku, zniszczono wtedy fortepian Chopina, co stało się dla Norwida inspiracją do napisania wiersza

## Znaczenie twórczości Chopina

### W kulturze polskiej
Chopin do dziś uważany jest za największego kompozytora polskiego, ale rola jego muzyki – acz nawiązywali do niej prawie wszyscy polscy kompozytorzy przez wiele następnych pokoleń – zdecydowanie wykraczała poza samą muzykę. Patriotyczną wymowę jego dzieł odczytywali nie tylko Polacy. Robert Schumann w 1836 roku na łamach „Neue Zeitschrift für Musik” napisał:

Gdyby potężny samowładny monarcha z północy wiedział, jak niebezpieczny wróg grozi mu w dziełach Chopina, w prostych melodiach jego mazurków, zabroniłby tej muzyki. Dzieła Chopina to armaty ukryte w kwiatach.

Jego utwory, zwłaszcza polonezy i mazurki, traktowane były jak synonim polskości, odwoływano się do niej w momentach o specjalnej wymowie patriotycznej. Ignacy Jan Paderewski powiedział w setną rocznicę urodzin Chopina:

Zabraniano nam Słowackiego, Krasińskiego, Mickiewicza. Nie zabroniono nam Chopina. A jednak w Chopinie tkwi wszystko, czego nam wzbraniano: barwne kontusze, pasy złotem lite, posępne czamarki, krakowskie rogatywki, szlacheckich brzęk szabel, naszych kos chłopskich połyski, jęk piersi zranionej, bunt spętanego ducha, krzyże cmentarne, przydrożne wiejskie kościółki, modlitwy serc stroskanych, niewoli ból, wolności żal, tyranów przekleństwo i zwycięstwa radosna pieśń […].

Chopin pozostaje do dzisiaj jednym z najbardziej znanych na świecie Polaków.

### W muzyce europejskiej
Oryginalna harmonia Chopina wywarła pewien wpływ na Richarda Wagnera, a jego miniatury dodatkowo inspirowały Roberta Schumanna i Ferenca Liszta. Przede wszystkim jednak był on właściwie pierwszym wybitnym twórcą tzw. szkół narodowych w muzyce romantycznej. Przykład Chopina zachęcił Edvarda Griega do podobnego wykorzystywania norweskiego folkloru. Z entuzjazmem wypowiadali się na temat muzyki Chopina w Rosji kompozytorzy „Potężnej Gromadki”, we Francji był on wzorem dla takich kompozytorów jak Gabriel Fauré, Claude Debussy i Maurice Ravel, a nawet młody Olivier Messiaen, a w Rosji – Aleksandr Skriabin i Siergiej Rachmaninow. Zdaniem niemieckiego muzykologa Alfreda Einsteina oddziaływanie Chopina było wyjątkowe:

Znajdował on naśladowców nie tylko w Warszawie, lecz od Północy do Południa, od Oslo do Palermo, od Wschodu do Zachodu, od Petersburga do Paryża. Podobnie jak żaden kompozytor muzyki symfonicznej XIX wieku nie mógł nie dostrzec Beethovena, tak żaden kompozytor muzyki fortepianowej po roku 1830 nie mógł pominąć Chopina.

## Międzynarodowy Konkurs Pianistyczny im. Fryderyka Chopina

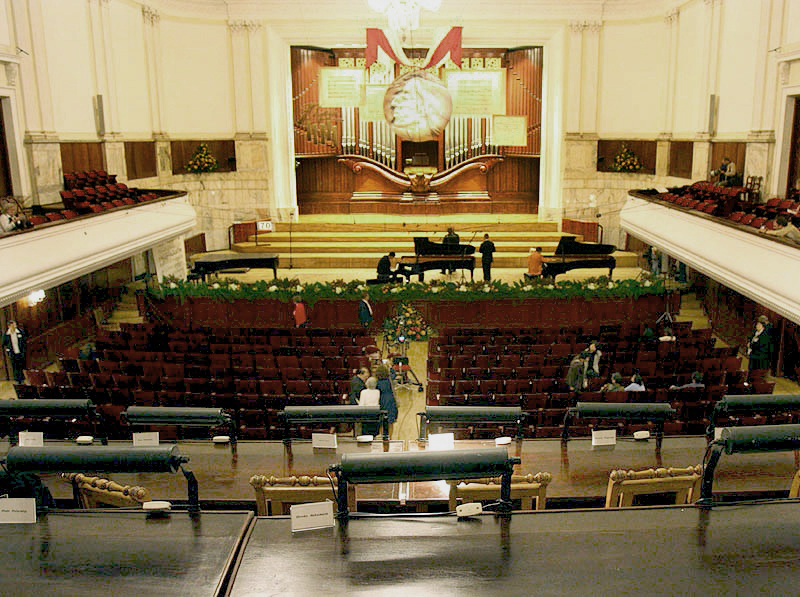
Wnętrze Filharmonii Narodowej podczas I etapu XV Międzynarodowego Konkursu Pianistycznego im. Fryderyka Chopina

Od 1927 w Warszawie odbywa się Międzynarodowy Konkurs Pianistyczny im. Fryderyka Chopina, najstarszy na świecie monograficzny konkurs muzyczny. Jego twórcą był Jerzy Żurawlew. Po II wojnie światowej, w latach 1949–2005, konkurs był organizowany przez Towarzystwo im. Fryderyka Chopina w Warszawie. Obecnie jego organizatorem jest Narodowy Instytut Fryderyka Chopina.
Festiwale muzyki Chopina odbywają się także w Dusznikach, Gandawie, Valldemossie, Genewie, Paryżu i innych miastach.
W latach 50. i 60. XX w. dokonano nagrań dzieł wszystkich Chopina z udziałem najlepszych polskich pianistów. Redaktorem naczelnym wydania był Jan Ekier.

## Ochrona prawna
Zgodnie z art. 1 ust. 1 ustawy z dnia 3 lutego 2001 r. o ochronie dziedzictwa Fryderyka Chopina jego utwory i przedmioty z nim związane stanowią dobro ogólnonarodowe podlegające szczególnej ochronie. Ustawa dotyczy wykorzystania wizerunku i nazwiska Chopina w znakach towarowych, natomiast nie dotyczy jego twórczości, która znajduje się w domenie publicznej.
Ochroną dziedzictwa kompozytora zajmuje się Narodowy Instytut Fryderyka Chopina (NIFC), przy wsparciu Urzędu Patentowego RP. Podmioty chcące zarejestrować znak towarowy zawierający nazwisko lub wizerunek Fryderyka Chopina muszą uzyskać wcześniejszą akceptację NIFC. Instytut wymaga, aby produkty opatrzone wizerunkiem lub nazwiskiem kompozytora były wysokiej jakości i kojarzyły się z Polską. Za wyrażenie zgody na używanie takiego znaku towarowego w celach komercyjnych Instytut pobiera opłatę roczną oraz procent od uzyskanych zysków.

## Fryderyk Chopin w kulturze masowej

### Nagrody Akademii Fonograficznej – „Fryderyki”
Nawiązujące do imienia Chopina Nagrody Akademii Fonograficznej – „Fryderyki”, które zaczęto przyznawać w 1995, miały być polskim odpowiednikiem nagrody Grammy. Zamiar ten jednak się nie powiódł, gdyż w związku z zapaścią w polskiej branży fonograficznej stacje telewizyjne wycofały się z transmitowania gali, na której je wręczano. W 2006 po raz pierwszy nie odbyła się ceremonia wręczenia tych nagród. Listę ich zdobywców ogłoszono jedynie w Internecie.

### Piosenka Gazebo
W 1983 roku na listy przebojów w całej Europie wspięła się piosenka I like Chopin włoskiego piosenkarza Paula Mazzoliniego (Gazebo). Chociaż Mazzolini śpiewał o muzyce Chopina, fortepianowy motyw, który przewija się w piosence, nie jest kompozycją Polaka. Przebój Gazebo nadal jest nadawany przez komercyjne rozgłośnie, choć najczęściej jako cover.
Początek piosenki miał następujące słowa po angielsku:
Remember that piano / So delightful unusual / That classic sensation / Sentimental confusion
Used to say / I like Chopin / Love me now and again

### Eternal Sonata
Japońska fascynacja muzyką Chopina oraz sztuką anime łączy gra Eternal Sonata na konsole Xbox 360 i PlayStation 3, wydana w Japonii w czerwcu 2007. Bohaterem gry jest Fryderyk Chopin, który na trzy godziny przed śmiercią trafia do bajkowej krainy, tam wraz z przyjaciółmi szuka leku na swoją chorobę. Fabularnej grze towarzyszy muzyka Chopina w wykonaniu rosyjskiego pianisty Stanisława Bunina.

### Literatura
Autorem pierwszej monografii o Chopinie był Ferenc Liszt, ukazała się ona w 1852 roku i oprócz analizy twórczości zawierała m.in. relacje ze spotkań z Chopinem. Twórczość Fryderyka Chopina znajdowała odniesienie w twórczości literackiej. Ukazały się opracowania tzw. literackich chopinianów, które opracowali m.in. Bronisław Edward Sydow (Chopin w literaturze: Poezja. Proza. Scena i film, 1949) i Edmund Słuszkiewicz (Wiersze o Chopinie. Antologia i bibliografia, 1964).

### Filmy o życiu kompozytora
U kresu II Rzeczypospolitej w 1939 był planowany film opowiadający o życiu Chopina. W późniejszym czasie powstało wiele filmów o życiu kompozytora, w wielu z nich wiodącym wątkiem jest związek kompozytora z George Sand. Niektóre z filmów o Chopinie to:
- Nocturno der Liebe (Nokturn miłości), alternatywny tytuł – Chopin, niemiecki film niemy z 1919 roku w reżyserii Carla Boese, ukazujący relacje Chopina (Conrad Veidt) z trzema kobietami, jego młodzieńczą miłością Mariolką (Rita Clermont), ze śpiewaczką Sonją Radkowską (Gertrude Welcker), oraz z George Sand (Erna Denera). Tłem muzycznym filmu są utwory Chopina[88].
- Pamiętna pieśń (A Song to Remember) z 1945 roku w reżyserii Charles’a Vidora. Rolę Chopina zagrał Cornel Wilde, a Sand – Merle Oberon. Film był nominowany do Oscara w 6 kategoriach[89].
- Młodość Chopina (1951) w reżyserii Aleksandra Forda, traktował o okresie młodzieńczym życia artysty, zaś w rolę Chopina wcielił się Czesław Wołłejko.
- Błękitna nuta (1991) w reżyserii Andrzeja Żuławskiego ukazał 36 godzin z życia Chopina, którego rolę zagrał Janusz Olejniczak.
- Improwizacja (Impromptu, 1991), komedia romantyczna z Hugh Grantem jako Chopinem i Judy Davis jako Sand[90].
- Ostatnia podróż (1999), fabularyzowany dokument o podróży Chopina do Londynu i Szkocji. Kompozytora zagrał Andrzej Niemirski[91].
- Chopin. Pragnienie miłości (2002) w reżyserii Jerzego Antczaka ukazał historię życia artysty przez pryzmat relacji i związku z George Sand. W postać Chopina wcielił się w tym filmie Piotr Adamczyk.
- Sztuka Jarosława Iwaszkiewicza Lato w Nohant została sfilmowana cztery razy.

### Numizmatyka

#### Banknoty
- W 1940 Bank Emisyjny w Polsce wyemitował banknot o nominale 10 zł, na którego rewersie przedstawiony został pomnik Fryderyka Chopina w Warszawie[92].
- W 200. rocznicę narodzin Chopina Narodowy Bank Polski wyemitował banknot kolekcjonerski o nominale 20 zł z wizerunkiem kompozytora[93].

#### Monety
- Jego wizerunek został przedstawiony na polskiej monecie o nominale 50 zł, wyemitowanej w 1972 i 1974 roku. Moneta ta została wykonana ze srebra próby 750 w nakładzie łącznym 60 374 egzemplarzy, miała średnicę 30 mm i wagę 12,75 g, rant gładki[94].
- Ten sam wzór co moneta srebrna, miała również moneta złota o nominale 2000 złotych, wyemitowana w 1977 roku. Moneta ta została wykonana z kruszcu próby 900 w nakładzie łącznym 4000 egzemplarzy, miała średnicę 21 mm i wagę 8 g, rant gładki[94].
- Wizerunek Chopina widniał na banknocie o nominale 5000 zł, będącym w obiegu w latach 1982–1996[95].
- Wizerunek Chopina widnieje na kolekcjonerskiej złotej monecie o nominale 200 złotych wybitej w 1995 z okazji XIII Międzynarodowego Konkursu Pianistycznego im. Fryderyka Chopina w Warszawie[96].
- W 1999 z okazji 150. rocznicy śmierci kompozytora Narodowy Bank Polski wyemitował dwie poświęcone jemu monety kolekcjonerskie, złotą o nominale 200 złotych i srebrną dziesięciozłotową oraz okolicznościową dwuzłotówkę[97].

### Filatelistyka
Poczta Polska wyemitowała 26 znaczków poświęconych pamięci kompozytora:
- znaczek z 1927 o nominale 40 gr (Odsłonięcie pomnika Fryderyka Chopina w Warszawie)
- cztery znaczki z 1947 o nominale 3 zł w cyklu serii pt. „Kultura polska”
- znaczek z 1949 o nominale 15 zł w cyklu serii „Sławni Polacy: Adam Mickiewicz, Fryderyk Chopin i Juliusz Słowacki”
- dwa znaczki z 1951 o nominałach 45 i 90 gr w cyklu serii „Festiwal Muzyki Polskiej”
- seria trzech znaczków z 1954 o nominałach 0,45; 0,60 i 1,00 zł poświęcona V Konkursowi Pianistycznemu im. Fryderyka Chopina w Warszawie
- seria dwóch znaczków z 1955 o nominałach 40 i 60 gr poświęcona V Międzynarodowemu Konkursowi Pianistycznemu im. Fryderyka Chopina w Warszawie
- znaczek z 1956 o nominale 4 zł (Dzień Znaczka Warszawa – Budapeszt 1956)
- seria trzech znaczków z 1960 o nominałach 60 gr, 1,50 i 2,50 zł poświęcona 150. rocznicy urodzin Fryderyka Chopina
- znaczek z 1962 o nominale 60 gr z cyklu serii pt. „Wielcy Polacy”
- znaczek z 1970 o nominale 2,50 zł z okazji VIII Międzynarodowego Konkursu Pianistycznego im. Fryderyka Chopina w Warszawie
- znaczek z 1975 o nominale 1,50 zł z okazji IX Międzynarodowego Konkursu Pianistycznego im. Fryderyka Chopina w Warszawie
- znaczek z 1980 o nominale 6,90 zł z okazji X Międzynarodowego Konkursu Pianistycznego im. Fryderyka Chopina w Warszawie
- znaczek z 1992 o nominale 2000 zł z cyklu serii pt. „Światowa Wystawa EXPO '92 w Sevilli”
- znaczek z 1995 o nominale 80 gr z okazji XIII Międzynarodowego Konkursu Pianistycznego im. Fryderyka Chopina w Warszawie
- znaczek z 1999 o nominale 1,40 zł z okazji 150. rocznicy śmierci Fryderyka Chopina
- znaczek z 2001 o nominale 1 zł z cyklu serii pt. „Polskie milenium”
- znaczek z 2005 o nominale 2,20 zł z okazji XV Międzynarodowego Konkursu Pianistycznego im. Fryderyka Chopina w Warszawie
- dwa znaczki z 2010 o nominale 4,15 zł z okazji Roku Fryderyka Chopina

### Nazewnictwo astronomiczne
- Chopin (krater merkuriański)
- (3784) Chopin

## Pomniki i tablice Fryderyka Chopina w Polsce

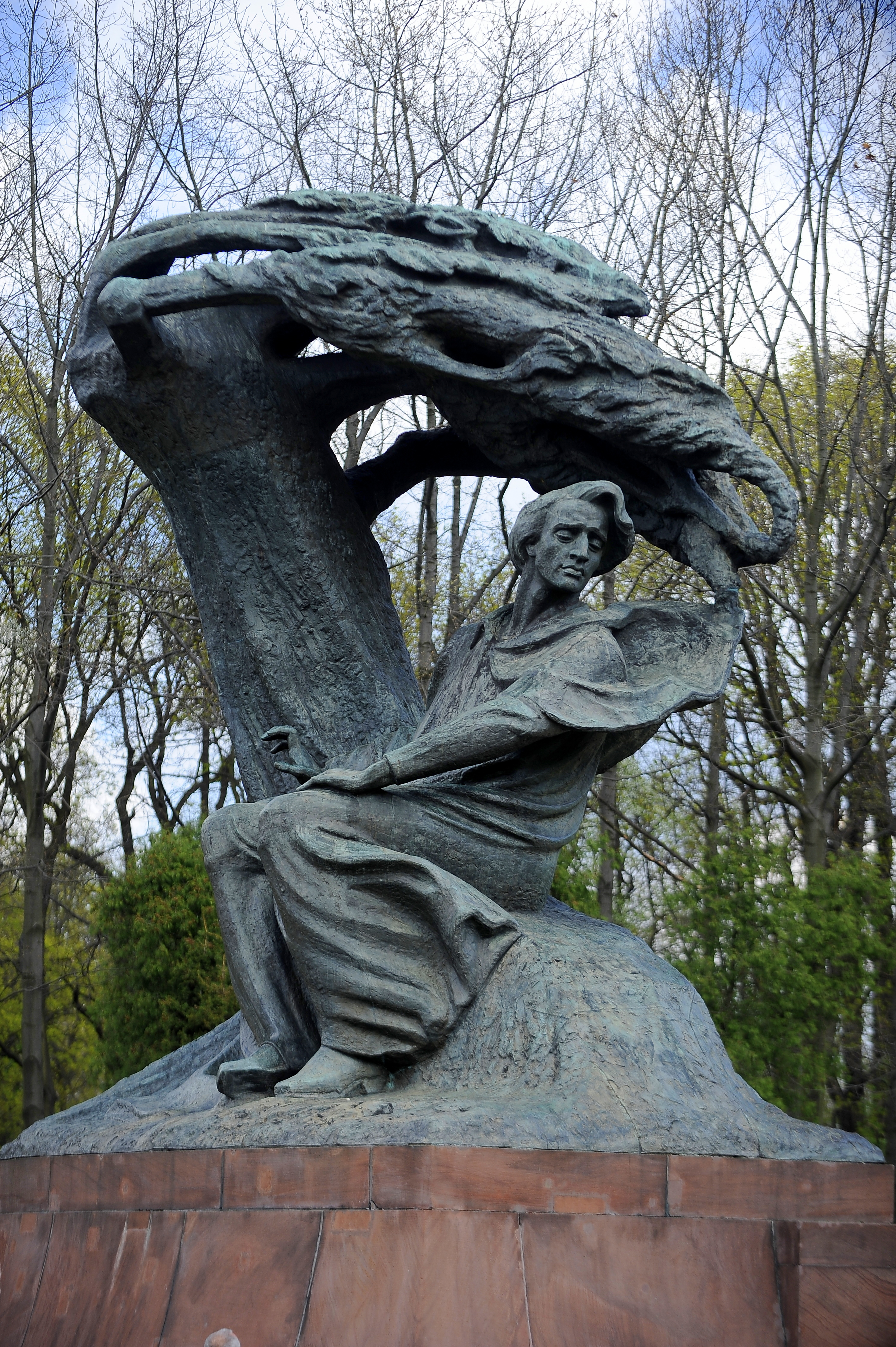
Pomnik w Warszawie
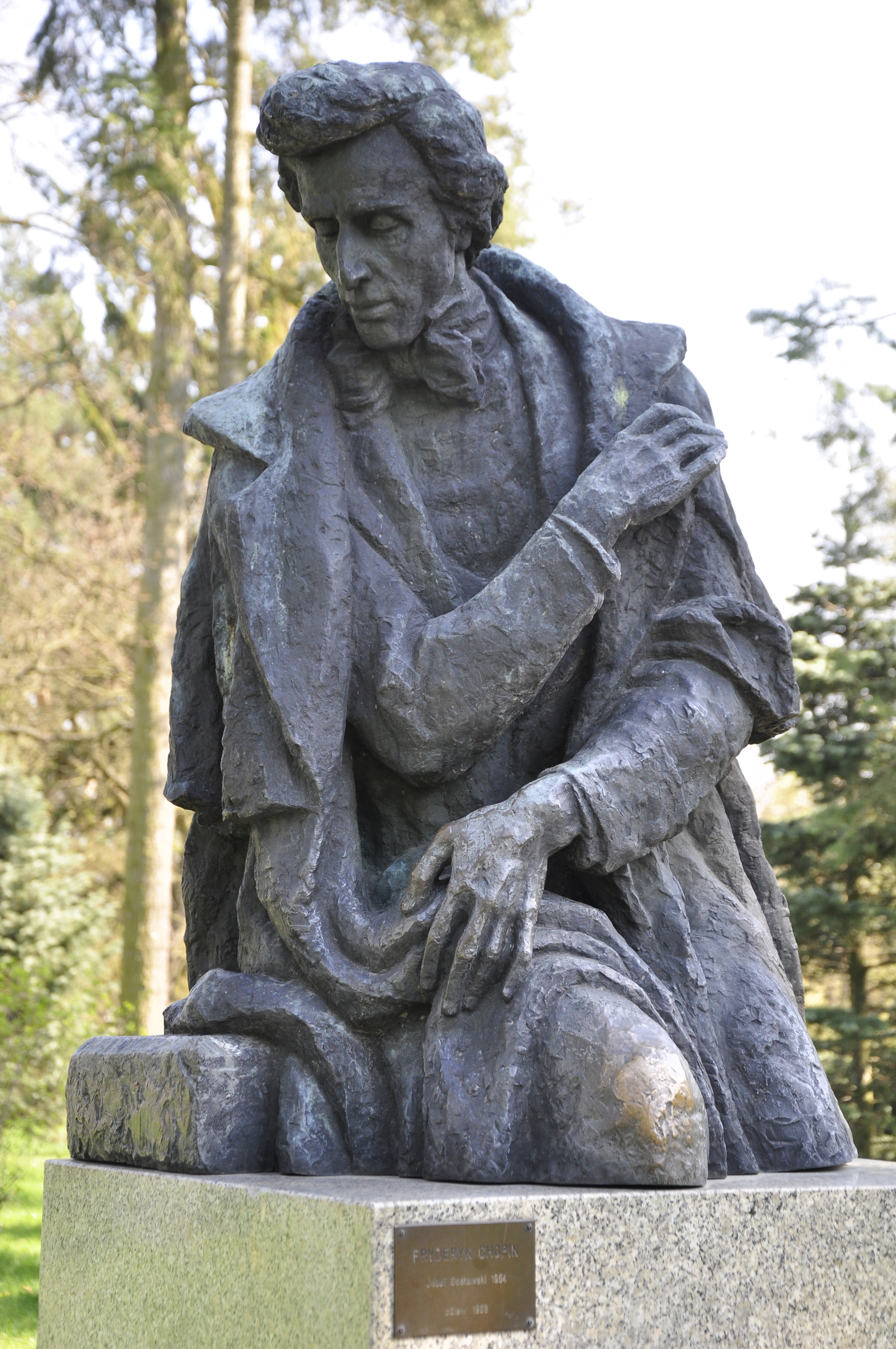
Pomnik w Żelazowej Woli
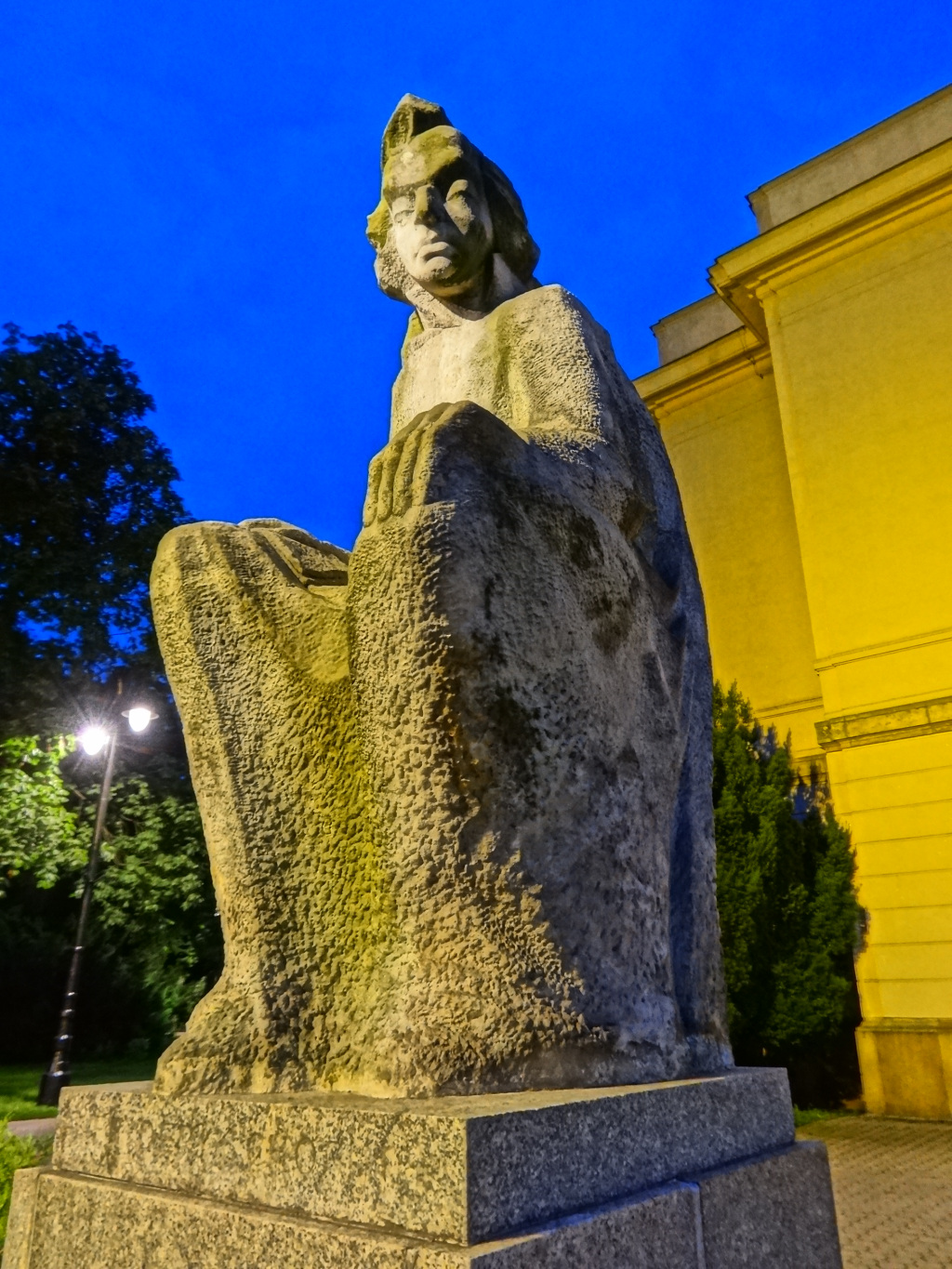
Pomnik w Bydgoszczy
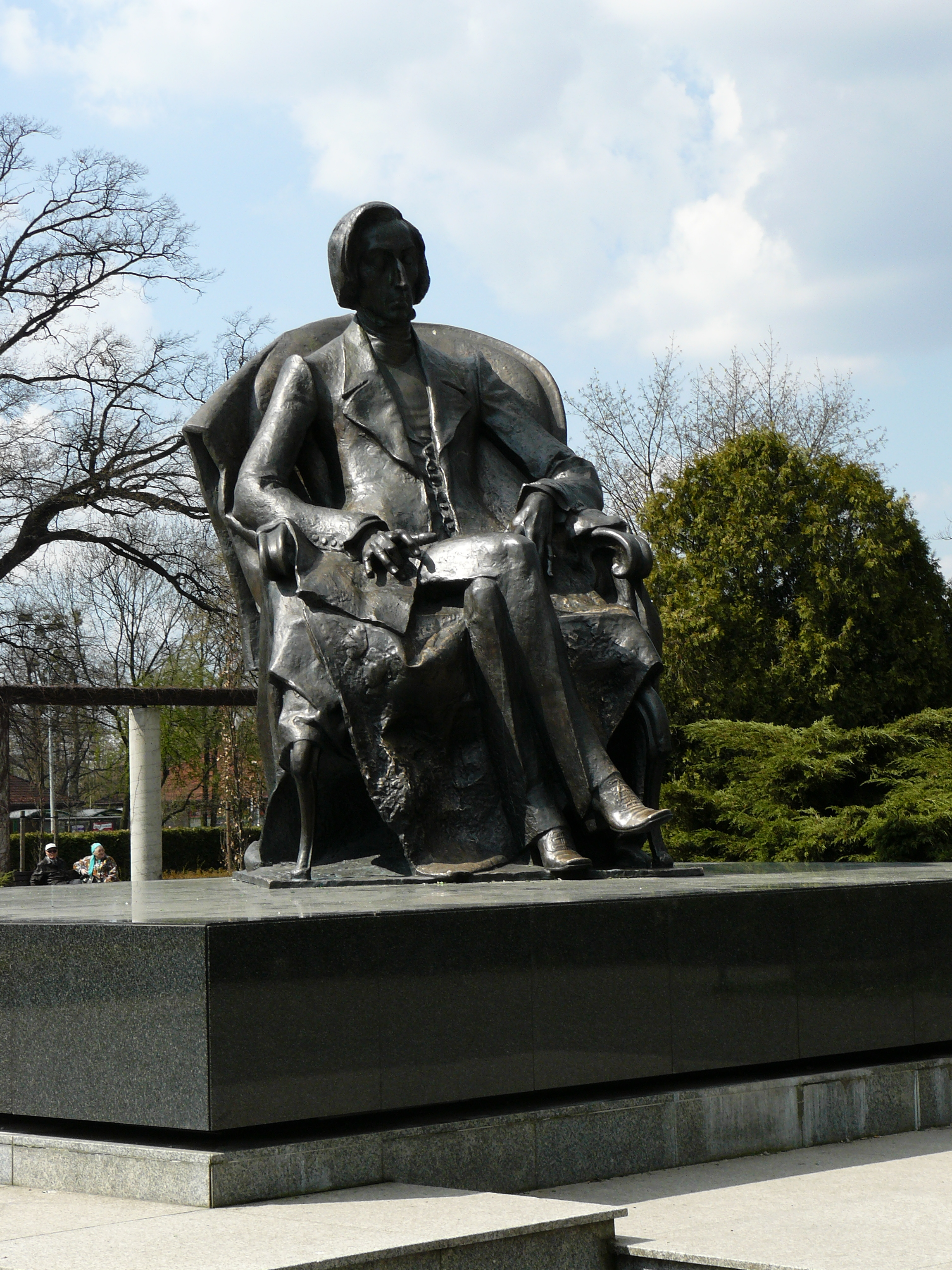
Pomnik we Wrocławiu
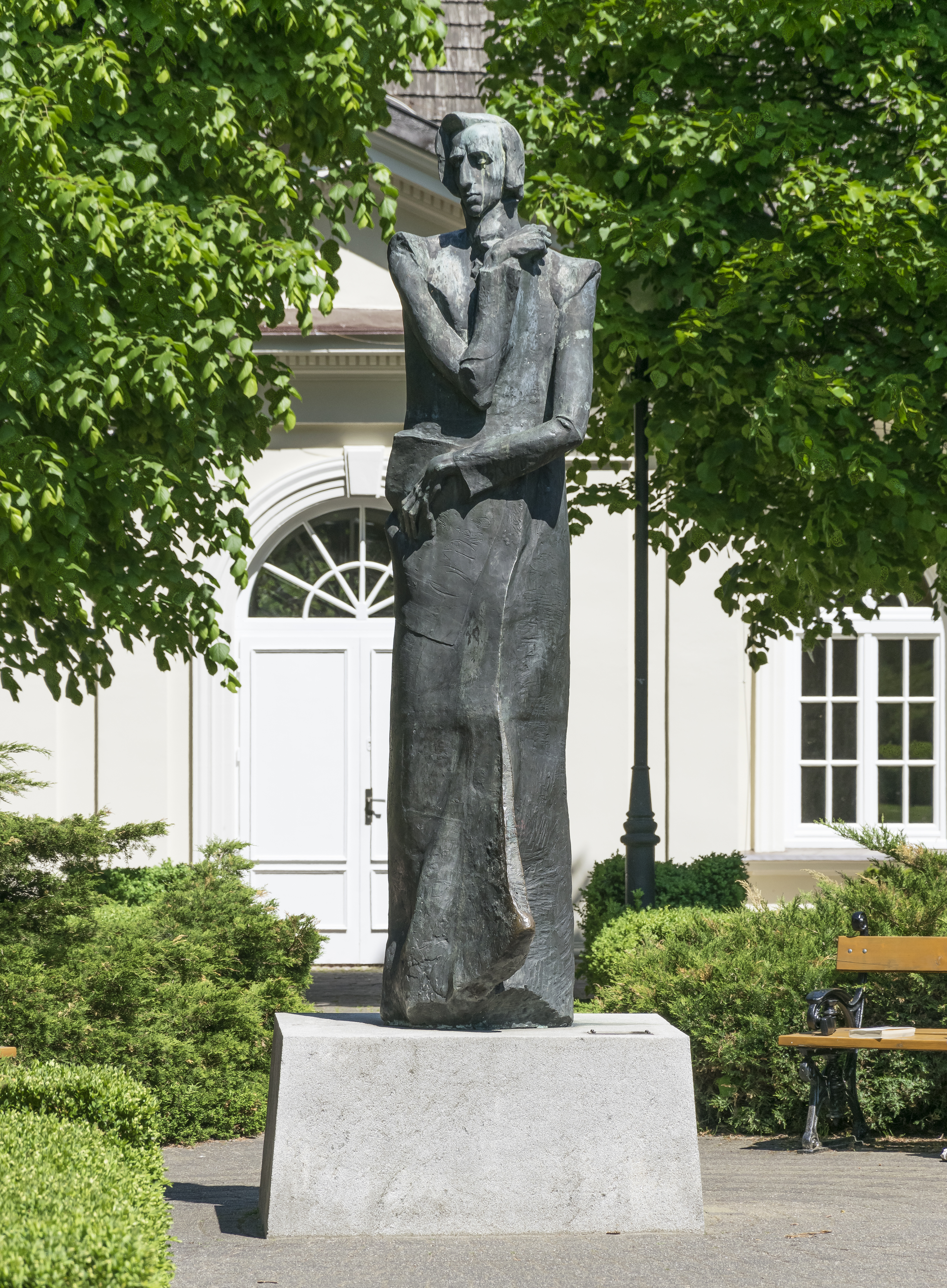
Pomnik w Dusznikach-Zdr.
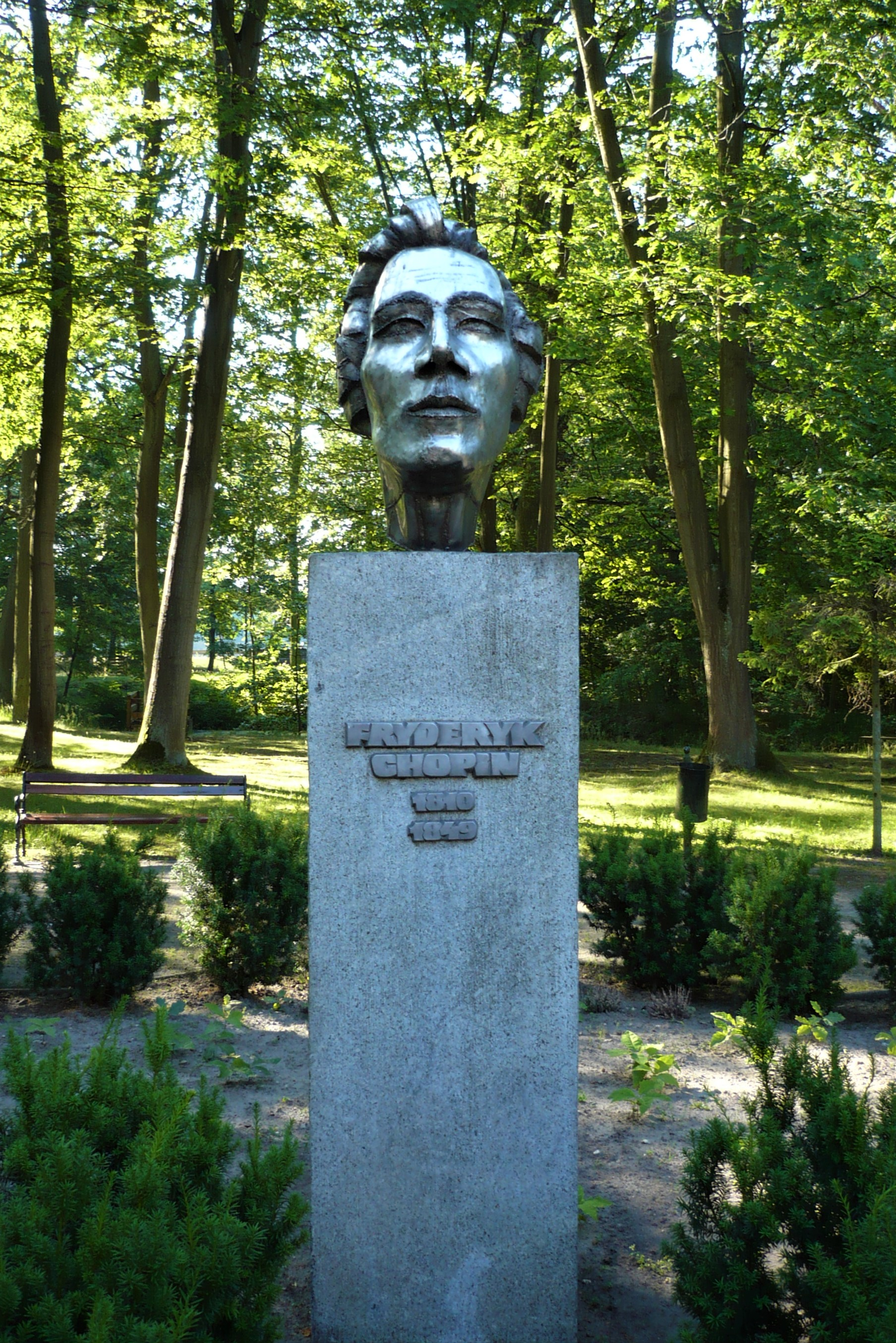
Popiersie, Pałac w Antoninie
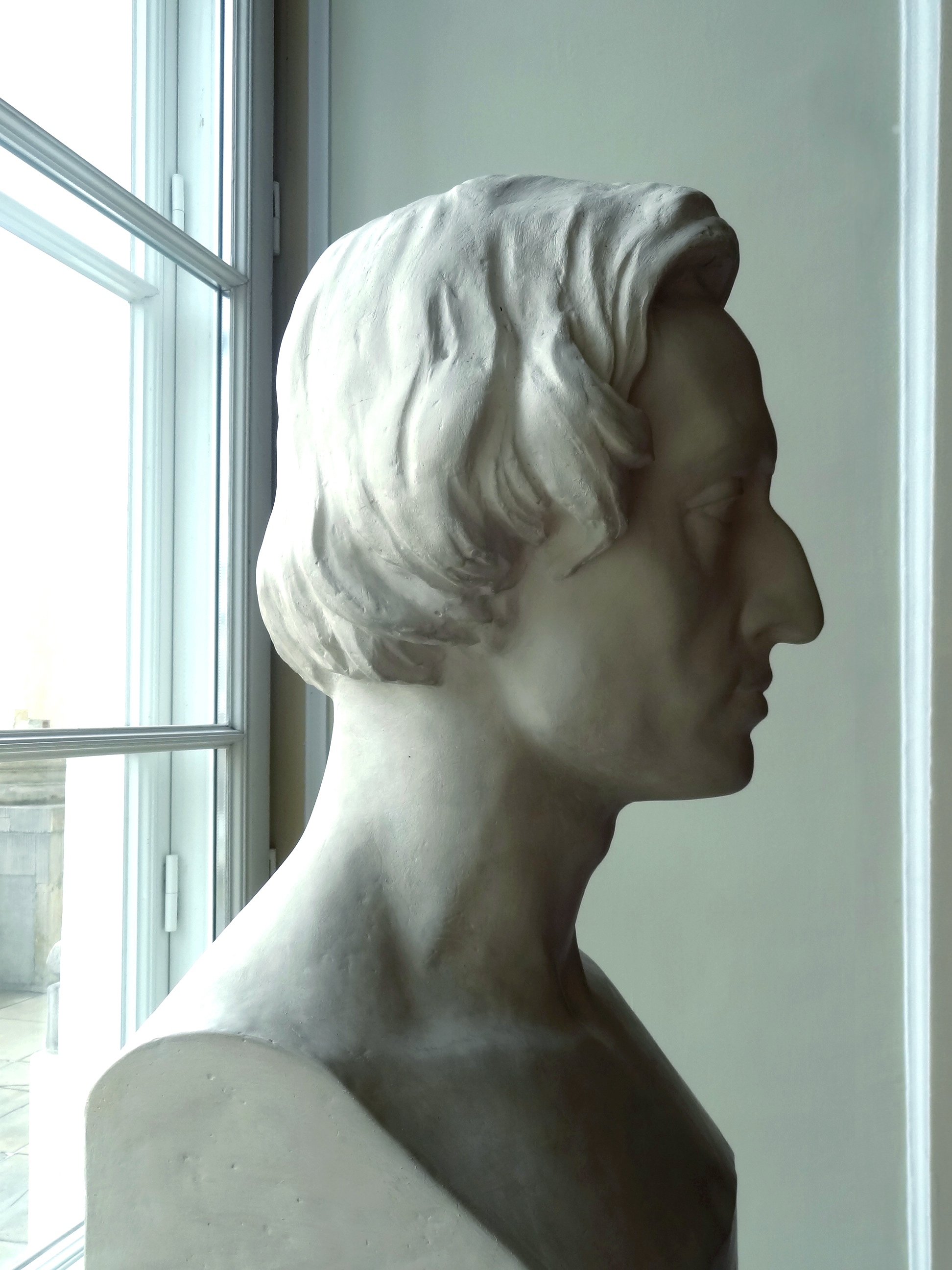
Popiersie, Uniwersytet Warszawski
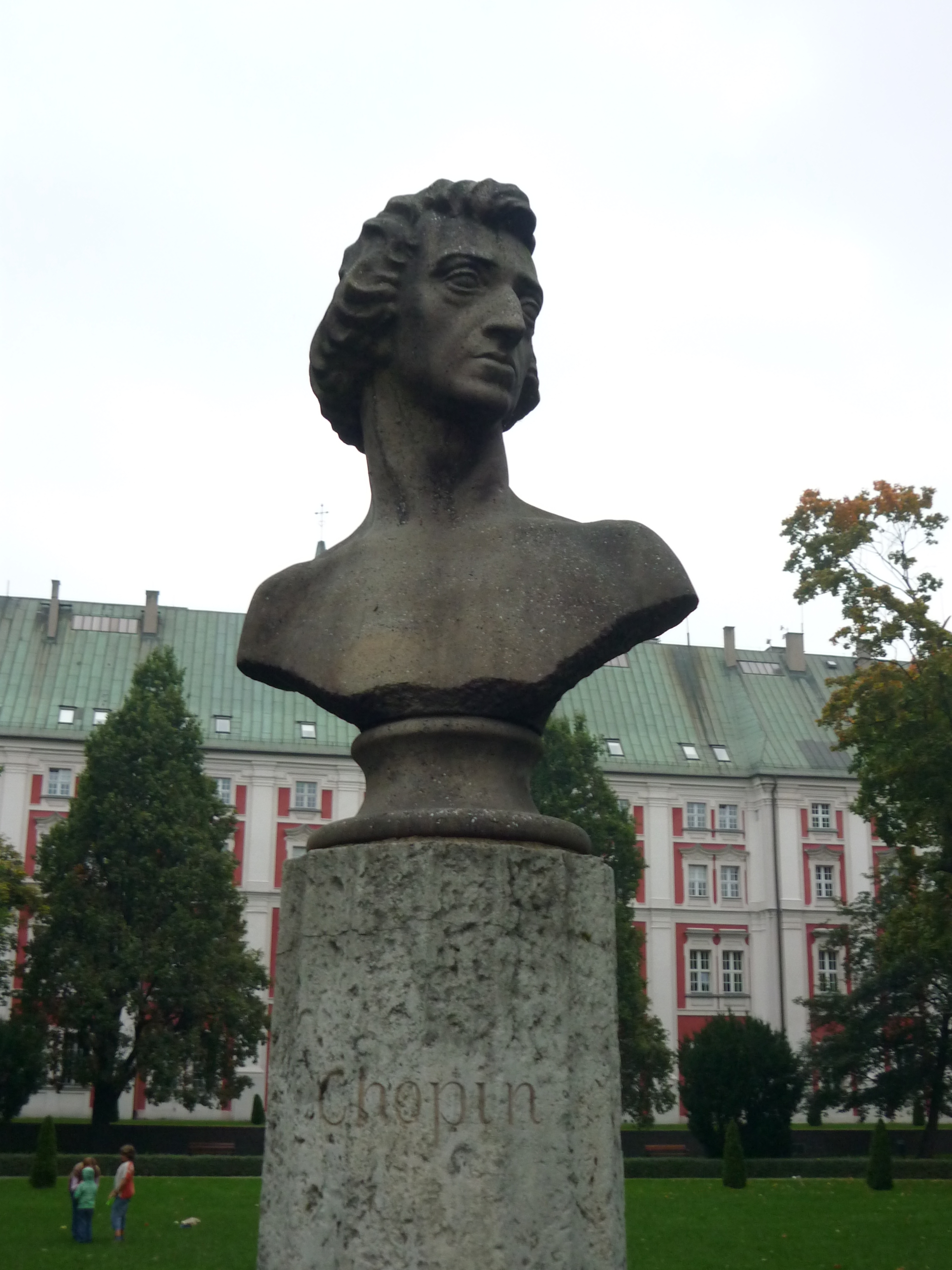
Popiersie w Poznaniu
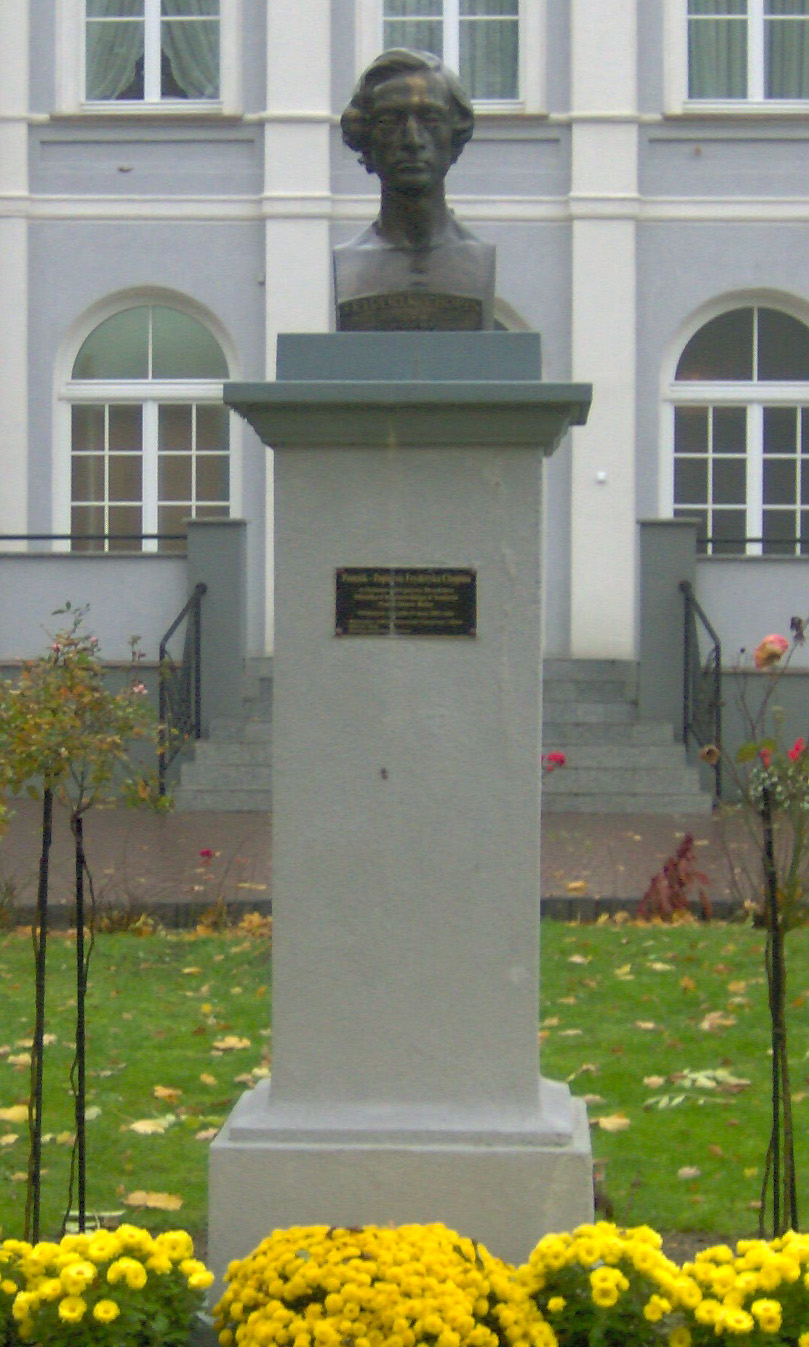
Popiersie w Szafarni
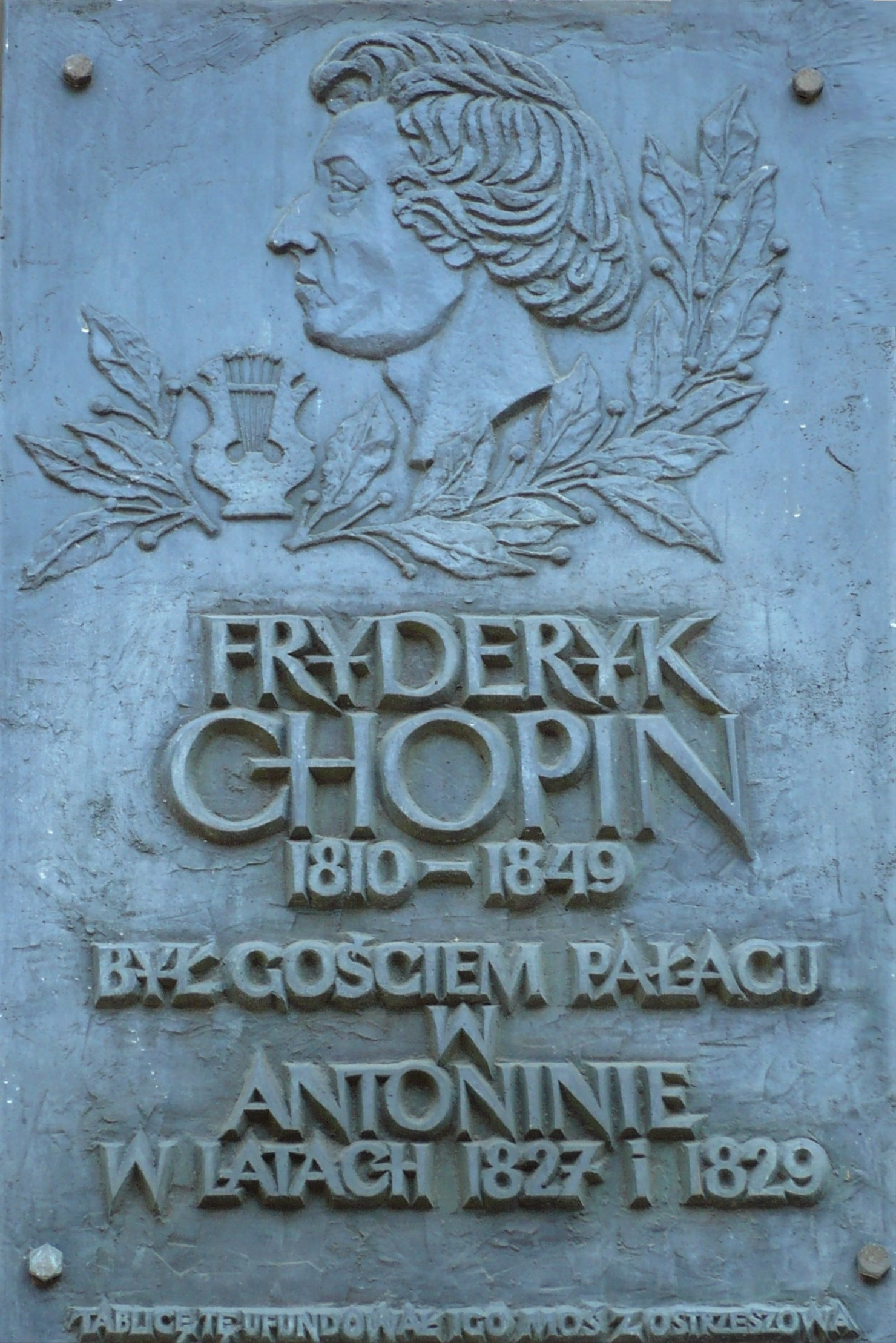
Tablica. Pałac w Antoninie
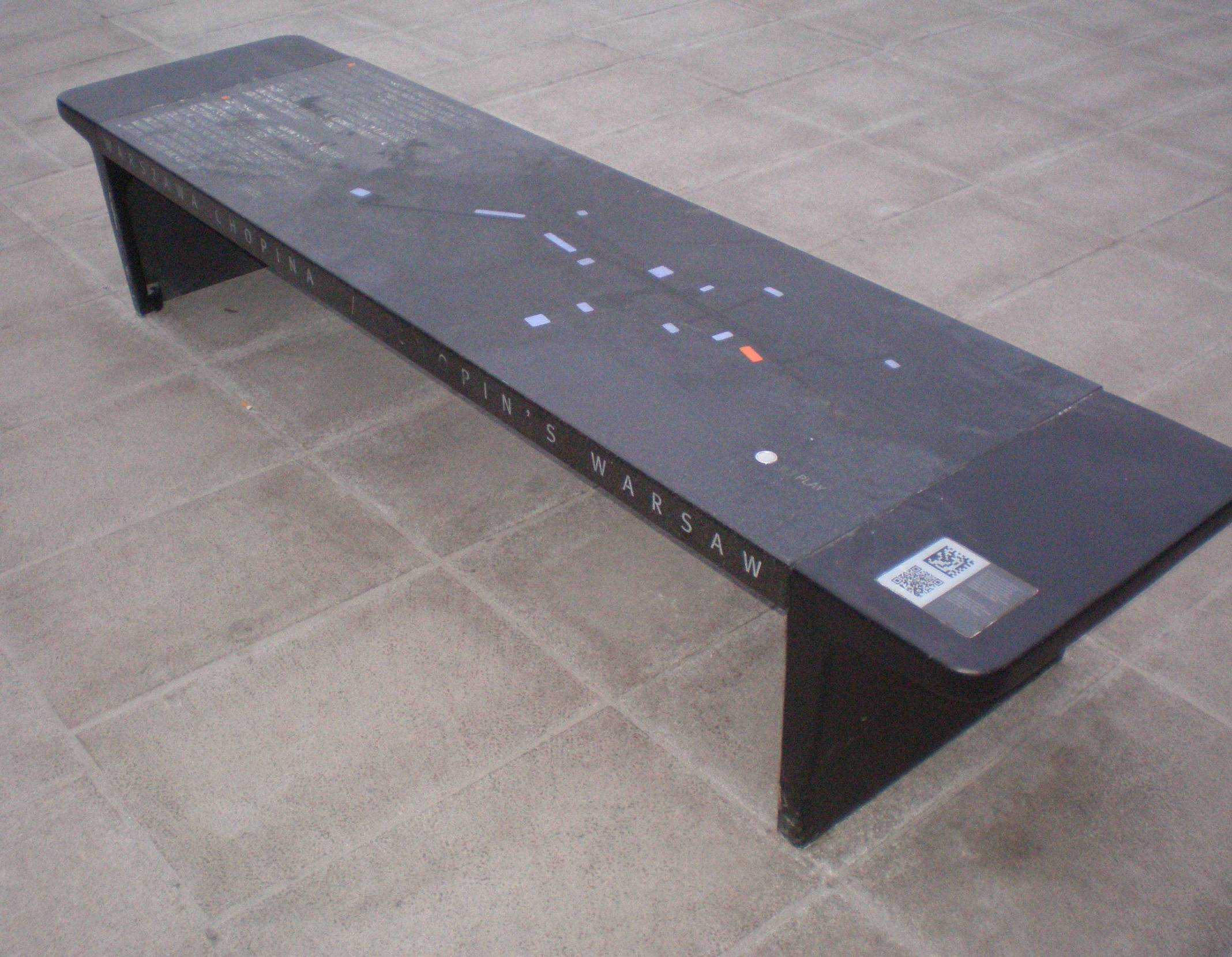
Jedna z ławeczek Chopina w Warszawie